# 桐生市
桐生市（きりゅうし）は、群馬県南東部にある市。旧山田郡・足利郡・安蘇郡・勢多郡。伝統工芸品の桐生織を産する機業都市。市内に多くの産業遺産があり、桐生織物会館旧館を含む6件の日本遺産や、130件以上の国登録有形文化財が残されている。

## 概要
群馬県南東部に位置する東毛地域北部の中心都市。1921年（大正10年）3月1日、山田郡桐生町が群馬県内3番目・県東部で初めて市制施行。
上毛かるたで「桐生は日本の機どころ」と詠まれるなど、奈良時代から絹織物の産地として知られる。川内町北部は古く仁田山と呼ばれ、仁田山紬の産地として知られた。川内町にある白滝神社には、この地に機織りを伝えたといわれる白滝姫がまつられており、上毛かるたの絵札には、白滝姫が機織りをする姿が描かれている。2014年（平成26年）の工業統計調査による繊維製品の出荷額は関東地方の市で最も高い。
市のキャッチフレーズは、「伝統と創造、粋なまち桐生」。絹織物をはじめとする繊維工業によって育まれた技術によって、遊技機産業や自動車部品産業など機械工業が発達した。市内に国立群馬大学理工学部が立地することから、産学官連携による次世代のエネルギー産業の育成が行われている。桐生新町重要伝統的建造物群保存地区とその周辺地区を重点区域とする「桐生市歴史的風致維持向上計画」を策定し、旧市街地を中心とした歴史的建造物と祇園祭などの伝統行事を生かしたまちづくりを進めている。
2015年（平成27年）国勢調査人口は114,714人で、群馬県内第5位。昭和中期は群馬県で人口最多の市であった。群馬県東部地域の太田市・館林市とともに東毛地方拠点都市地域の中心都市に指定されている。しかし、2025年（令和7年）現在では、2015年比で人口は約1万5,000人ほど減少し、人口は10万人を割り込んでいる。
隣接するみどり市は、桐生市に所在する各種官公庁の管轄内に含まれ、県の地域区分でも同一の「桐生地区」として扱われる。桐生・みどり両市のDID（人口集中地区）は桐生市相生町とみどり市大間々町で連接しており、上毛電気鉄道上毛線・東武桐生線・群馬県道3号前橋大間々桐生線の沿線では両市境を挟んで連続した市街地が形成されている。総面積に対する可住地面積比率が低いことから、可住地人口密度が高い。2017年度（平成29年度）末の汚水処理人口普及率は96.8%で、全国平均の90.9%を上回っており、群馬県内の市町村で最も高い。

### 名称
地名の由来は、「桐が多く自生する土地」から「桐生」とも、「霧が多く発生する土地」から「霧生」とも言われているが、どちらも決め手は無い。日本各地にある「桐」や「切」の字を用いた地名は中世に発現したとみられるものが多く、この地名がついている地域は河岸の台地や山峡溪谷状の地形で、山城や館址があることが多い。「きり」のつく地域は中世の頃になって新たに開墾された要害地で、「う」は山間部から平野や盆地にうつるような広くない土地であり、そのころの「桐生」は現在の梅田町一丁目から天神町三丁目のあたりまでの地域をさしたものと考えられる。
製糸・撚糸・染織・縫製・刺繍など、繊維に関する様々な技術を持つ事業所が集積する総合産地であることから「織都（しょくと）」という雅称があり、市民憲章や桐生織千三百年記念行事の名称に用いられている。野球が盛んで「球都」と呼ばれる。市内には群馬県代表として初めて全国制覇を経験した桐生第一高等学校や、甲子園で準優勝を二度果たした群馬県立桐生高等学校があるほか、硬式野球部を持つ7校中5校が甲子園を経験している。

### マスコット
桐生市のマスコットキャラクターは、旧市街地に多く見られる鋸屋根の工場をモチーフとした「キノピー」で、2011年（平成23年）3月5日の「桐生市制施行90周年・水道創設80周年記念式典」が行われた際に初めて登場した。鋸屋根の織物工場は、北向きの窓から場内の作業に適した柔らかく安定した光を取り入れ、機械の音が乱反射して和らぐように工夫されている。鋸屋根をもつ建物は200棟以上現存しており、その多くが木造建築であるが、煉瓦造りや石造りの建物も見られる。

## 地理

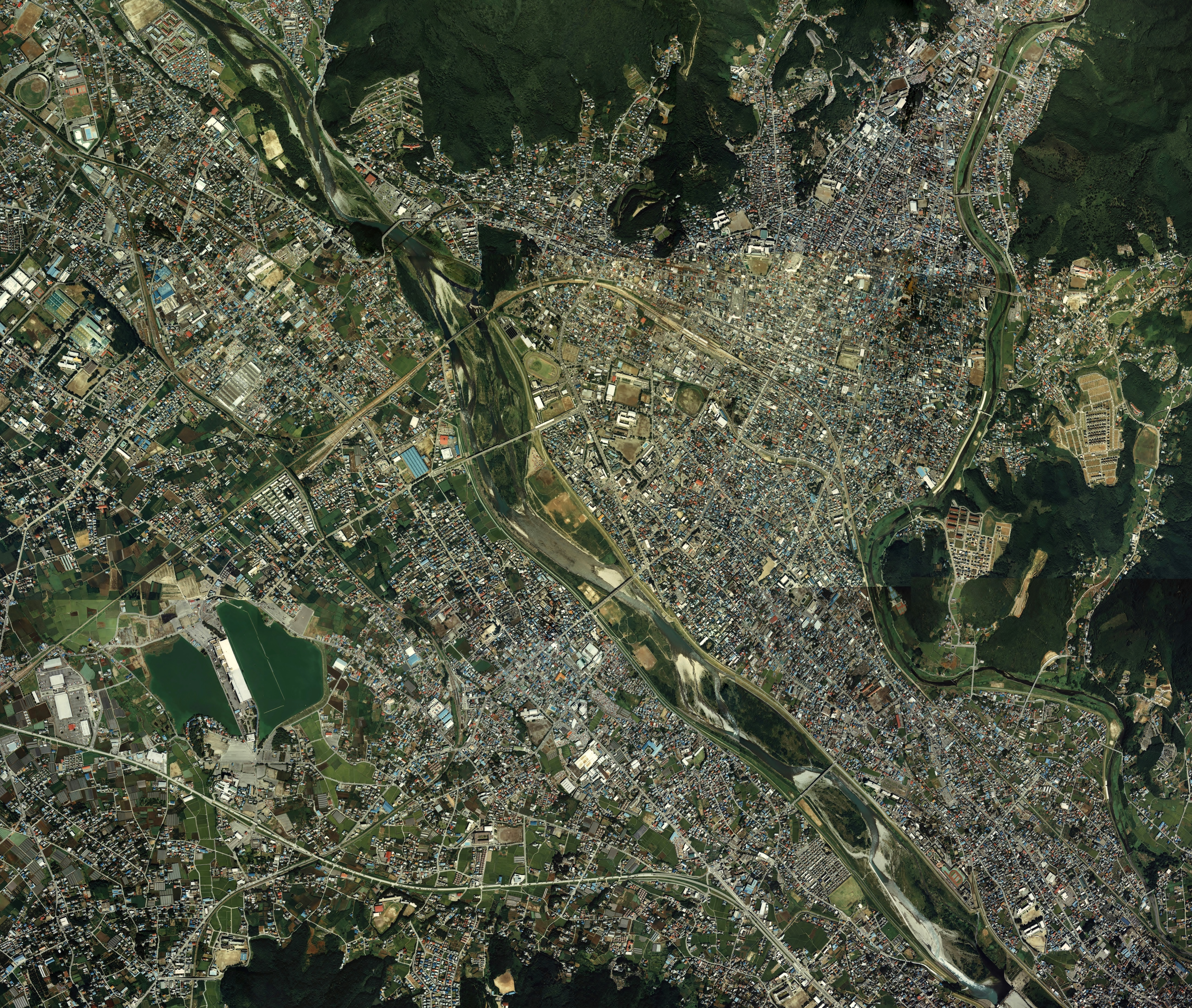
桐生市中心部周辺の空中写真。渡良瀬川が北西から南東方向へ、桐生川が北から南方向へ流れる。桐生の市街地は渡良瀬川の北東岸、桐生川の西岸に広がる。画像左側に見える2つ並んだ水面は桐生競艇場（住所上の所在地は西隣のみどり市笠懸町阿左美）である。1986年撮影の18枚を合成作成。
。

### 地勢
関東平野の北端、足尾山地の南西端にあり、群馬県前橋市から東に約24km、埼玉県熊谷市から北に約29km、栃木県宇都宮市から南西に約52kmの場所に位置する。
渡良瀬川の中・上流域を市域とし、土地は渡良瀬川が流れる市南部の境野町・広沢町付近が最も低く、市内最高峰は市北部の黒保根町下田沢にある赤城山を構成する主峰・黒檜山である。市域の7割以上が山地で、少ない平地の大半が人口集中地区となっており、桐生市街地は、桐生川が足尾山地から関東平野に流れ出す地点に形成された谷口集落を基礎として発達している。
新里地区・黒保根地区（旧新里村・旧黒保根村、2005年（平成17年）に桐生市に編入）は、桐生市中心部とは間にみどり市（旧勢多東村・旧大間々町・旧笠懸町、2006年（平成18年）成立）を挟んで離れており、飛地となっている。平成の大合併以前の旧桐生市の面積 (137.47km2) と、飛地として加わった旧新里村・旧黒保根村の合計面積 (137.10km2) がほぼ同じであり、このような大規模な飛地のある自治体は日本でも数えるほどしかない。

#### 山岳
- 足尾山地
  - 根本山 - 三境山 - 残馬山

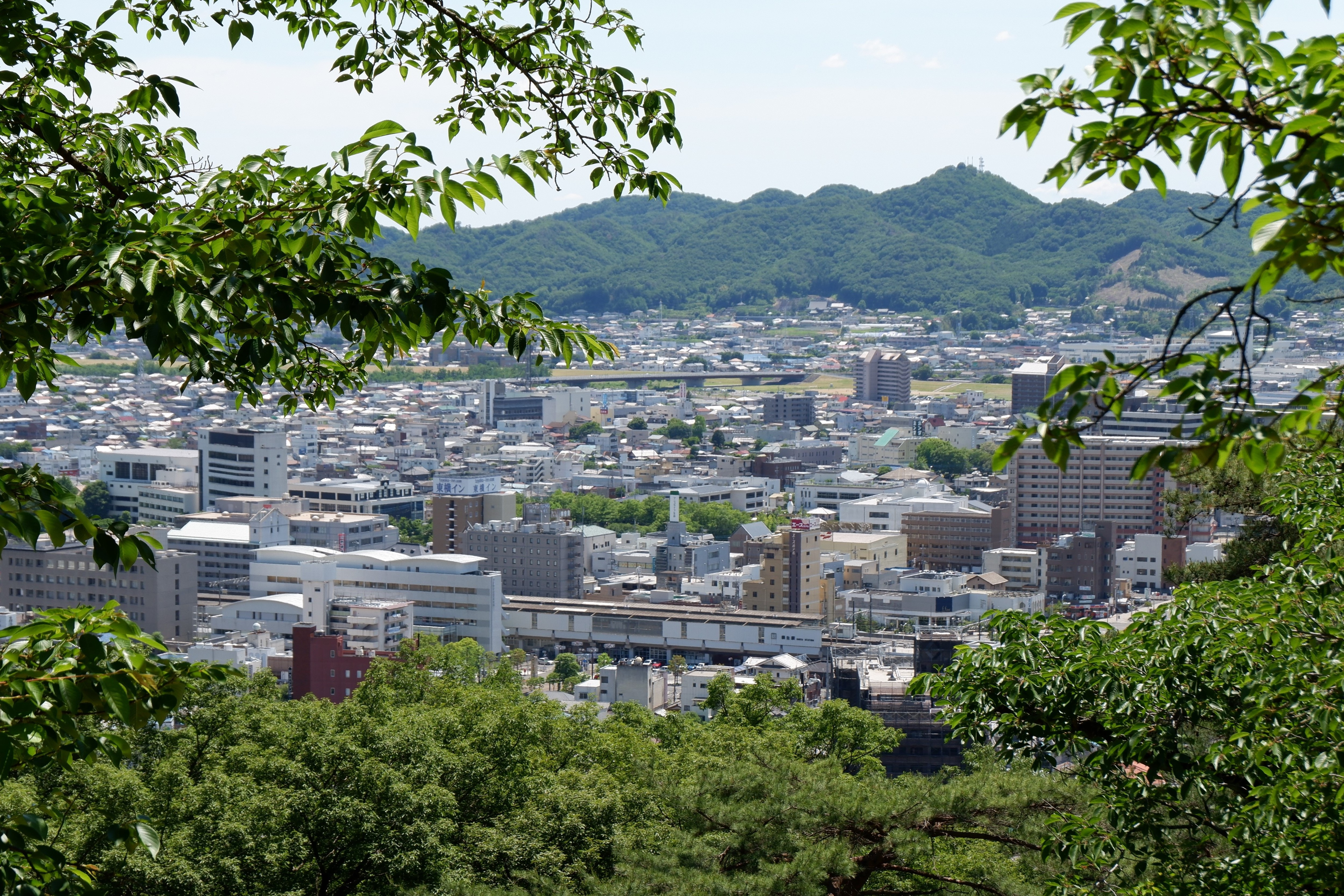
桐生市街地と茶臼山

  - 鳴神山 - 三峰山 - 大形山 - 城山（柄杓山）
  - 萱野山 - 物見山
  - 吾妻山
  - 水道山
    - 雷電山 - 小曾根山 - 金比羅山

  - 丸山 - 富士山
  - 仙人ヶ岳 - 高萩山
  - 観音山 - ガッチン山
  - 浅間山
  - 栗生山
  - 荒神山
  - 十二山 - 蚕影山 - 高鳥屋山 - 赤地山 - 駒見山 - 三本木山
- 赤城山
  - 黒檜山 - 駒ヶ岳 - 地蔵岳 - 長七郎山
  - 不二山
- 八王子丘陵（広沢丘陵）
  - 茶臼山 - 八王子山 - 手臼山 - 賀茂山

#### 河川
- 渡良瀬川赤城山を背にした渡良瀬川
  - 小黒川

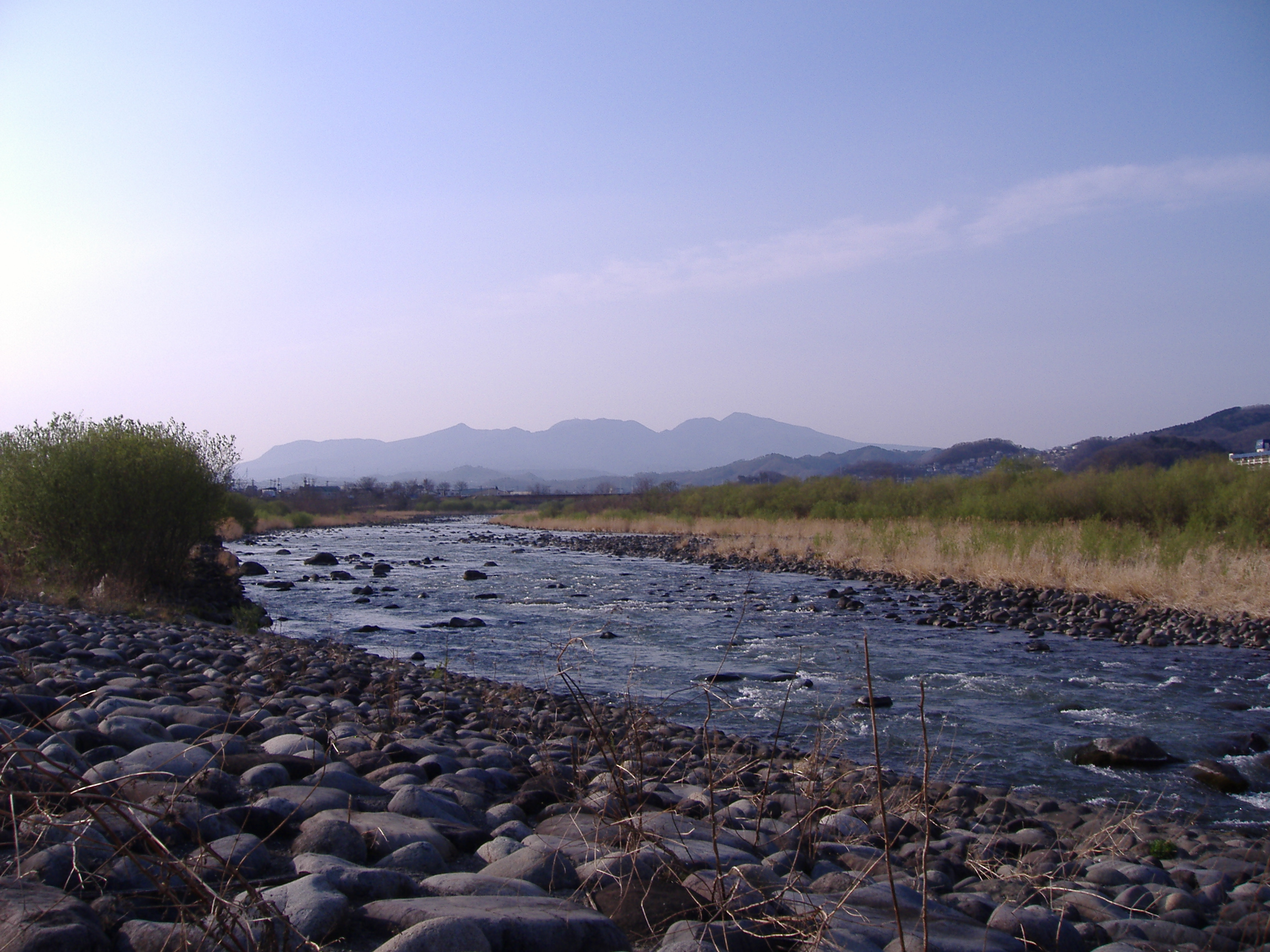
赤城山を背にした渡良瀬川

    - 寒戸川 - 高楢川 - 鹿角川 - 田沢川

  - 不動沢
  - 江戸川
  - 南雲川
  - 気勝沢川
  - 川口川
    - 鳥居川 - 猿川 - 矢寄瀬川

  - 深沢川
  - 山田川
    - 名久木川

  - 小倉川
  - 広沢川
    - 手ノ入沢 - 八幡沢 - 姥沢 - 榎入沢 - 夏保沢 - 加茂入沢 - 竜戸沢

  - 桐生川
    - 皆沢川 - 忍山川 - 高沢川 - 金沢川 - 黒川 - 小友川 - 清水川
- （粕川の支流）
  - 蕨沢川 - 鏑木川
- （利根川の支流）
  - 早川

#### 湖沼
- 丸山池
- 梅田湖（人造湖、桐生川ダム）
- 鶴ヶ谷沼
- 早川貯水池（早川ダム）

### 気候
気候区分は太平洋側気候に属するが、夏と冬の気温の差が大きい中央高地式気候の特徴もみられる。
夏は伊勢崎市や館林市と同様に暑さが大変厳しく、2023年には年間猛暑日日数46日を記録し、それまで全国最多だった大分県日田市の45日（1994年）を29年ぶりに更新した。
- 年間平均気温：14.6℃
- 最高気温：41.2℃（2025年（令和7年）8月5日）
- 最低気温：-8.6℃（1977年（昭和52年）2月1日）
- 最大日降水量：232.0ミリメートル（2019年（令和元年）10月12日）
- 最大瞬間風速：22.4m/s（2021年（令和3年）7月11日）

| 桐生市の気候             | 桐生市の気候 | 桐生市の気候 | 桐生市の気候 | 桐生市の気候 | 桐生市の気候  | 桐生市の気候  | 桐生市の気候  | 桐生市の気候  | 桐生市の気候  | 桐生市の気候  | 桐生市の気候 | 桐生市の気候 | 桐生市の気候     |
| 月                       | 1月          | 2月          | 3月          | 4月          | 5月           | 6月           | 7月           | 8月           | 9月           | 10月          | 11月         | 12月         | 年               |
| ------------------------ | ------------ | ------------ | ------------ | ------------ | ------------- | ------------- | ------------- | ------------- | ------------- | ------------- | ------------ | ------------ | ---------------- |
| 最高気温記録 °C （°F）   | 18.7 (65.7)  | 25.0 (77)    | 27.3 (81.1)  | 32.2 (90)    | 35.4 (95.7)   | 39.8 (103.6)  | 40.4 (104.7)  | 41.2 (106.2)  | 37.4 (99.3)   | 32.9 (91.2)   | 27.6 (81.7)  | 24.1 (75.4)  | 41.2 (106.2)     |
| 平均最高気温 °C （°F）   | 9.0 (48.2)   | 9.9 (49.8)   | 13.6 (56.5)  | 19.2 (66.6)  | 24.0 (75.2)   | 26.6 (79.9)   | 30.2 (86.4)   | 31.6 (88.9)   | 27.4 (81.3)   | 21.7 (71.1)   | 16.4 (61.5)  | 11.4 (52.5)  | 20.1 (68.2)      |
| 日平均気温 °C （°F）     | 3.4 (38.1)   | 4.3 (39.7)   | 7.8 (46)     | 13.2 (55.8)  | 18.1 (64.6)   | 21.5 (70.7)   | 25.2 (77.4)   | 26.2 (79.2)   | 22.5 (72.5)   | 16.7 (62.1)   | 10.8 (51.4)  | 5.7 (42.3)   | 14.6 (58.3)      |
| 平均最低気温 °C （°F）   | −1.8 (28.8)  | −1.1 (30)    | 2.3 (36.1)   | 7.5 (45.5)   | 12.7 (54.9)   | 17.2 (63)     | 21.1 (70)     | 22.2 (72)     | 18.6 (65.5)   | 12.4 (54.3)   | 5.7 (42.3)   | 0.5 (32.9)   | 9.8 (49.6)       |
| 最低気温記録 °C （°F）   | −7.6 (18.3)  | −8.6 (16.5)  | −8.3 (17.1)  | −2.2 (28)    | 3.2 (37.8)    | 9.5 (49.1)    | 11.3 (52.3)   | 14.5 (58.1)   | 8.3 (46.9)    | 2.1 (35.8)    | −2.7 (27.1)  | −7.6 (18.3)  | −8.6 (16.5)      |
| 降水量 mm （inch）       | 33.2 (1.307) | 28.4 (1.118) | 63.9 (2.516) | 83.9 (3.303) | 110.0 (4.331) | 152.8 (6.016) | 201.3 (7.925) | 180.1 (7.091) | 178.6 (7.031) | 155.3 (6.114) | 53.1 (2.091) | 28.5 (1.122) | 1,269.1 (49.965) |
| 平均降水日数 （≥1.0 mm） | 3.5          | 4.0          | 7.8          | 8.8          | 10.3          | 13.2          | 14.7          | 12.1          | 12.0          | 9.6           | 6.0          | 3.8          | 105.8            |
| 平均月間日照時間         | 223.0        | 210.4        | 210.5        | 203.9        | 194.5         | 136.2         | 150.7         | 177.0         | 137.9         | 153.6         | 183.2        | 204.3        | 2,185.1          |
| 出典1：気象庁            |              |              |              |              |               |               |               |               |               |               |              |              |                  |
| 出典2：気象庁            |              |              |              |              |               |               |               |               |               |               |              |              |                  |

#### 天気予報区分
2006年（平成18年）3月1日より、群馬県における天気予報および注意報・警報の細分区域が変更された。
一次細分区域は、桐生市を含む区域については、これまで通りの「南部」とされ、二次細分区域は、かつての「前橋東毛」（黒保根町を除く桐生市）・「赤城榛名」（黒保根町）から、全市域が「前橋・桐生地域」という区分となった。
「前橋・桐生地域」には、桐生市・みどり市の他、前橋市、渋川市、北群馬郡が含まれる。

### 人口
1920年（大正9年）国勢調査での桐生町の人口は3万7674人で、群馬県内の町で最多であった。桐生町は1921年（大正10年）に県内3番目、東毛地域内で最も早く市制を施行した。1947年（昭和22年）国勢調査での桐生市の人口は9万1482人で県内最多となり、昭和の合併後は長らく県内第3位の人口規模で、1975年（昭和50年）国勢調査で13万4239人を記録した。その後は人口減少が続き、平成期には市人口が12万人を下回り県内第5位にまで後退したが、新里町では平成後期まで人口が増加傾向にあった。前述の通り、旧・過疎法により旧黒保根村が、令和3年に施行された新・過疎法（過疎地域の持続的発展の支援に関する特別措置法）により旧桐生市が、過疎地域に指定されている。
2020年の令和2年国勢調査によると、桐生市の人口は106,445人、総世帯数は44,971世帯である（人口は多い順に高崎市、前橋市、太田市、伊勢崎市、桐生市となっている）。

#### 年齢構成
| 階級別人口 [単位 人] 2005年3月末 |      |       |       |        |          |        |        |        |
| 総計                             | 総計 | 総計  |       | 男女別 | 男女別   | 男女別 | 男女別 | 男女別 |
| 年齢                             | 人口 | 人口  | 男    | 男     | 年齢     | 女     | 女     |        |
| 0〜4歳                           |      | 4,241 | 2,211 |        | 0〜4歳   |        | 2,030  |        |
| 5〜9                             |      | 4,781 | 2,473 |        | 5〜9     |        | 2,308  |        |
| 10〜14                           |      | 4,984 | 2,589 |        | 10〜14   |        | 2,395  |        |
| 15〜19                           |      | 5,347 | 2,785 |        | 15〜19   |        | 2,562  |        |
| 20〜24                           |      | 6,294 | 3,385 |        | 20〜24   |        | 2,909  |        |
| 25〜29                           |      | 6,473 | 3,294 |        | 25〜29   |        | 3,179  |        |
| 30〜34                           |      | 7,768 | 3,976 |        | 30〜34   |        | 3,792  |        |
| 35〜39                           |      | 6,892 | 3,474 |        | 35〜39   |        | 3,418  |        |
| 40〜44                           |      | 6,288 | 3,223 |        | 40〜44   |        | 3,065  |        |
| 45〜49                           |      | 6,333 | 3,172 |        | 45〜49   |        | 3,161  |        |
| 50〜54                           |      | 7,421 | 3,670 |        | 50〜54   |        | 3,751  |        |
| 55〜59                           |      | 9,837 | 4,773 |        | 55〜59   |        | 5,064  |        |
| 60〜64                           |      | 8,981 | 4,302 |        | 60〜64   |        | 4,679  |        |
| 65〜69                           |      | 7,633 | 3,524 |        | 65〜69   |        | 4,109  |        |
| 70〜74                           |      | 7,117 | 3,133 |        | 70〜74   |        | 3,984  |        |
| 75〜79                           |      | 5,764 | 2,372 |        | 75〜79   |        | 3,392  |        |
| 80〜84                           |      | 3,721 | 1,304 |        | 80〜84   |        | 2,417  |        |
| 85〜89                           |      | 2,029 | 585   |        | 85〜89   |        | 1,444  |        |
| 90歳以上                         |      | 1,168 | 259   |        | 90歳以上 |        | 909    |        |

| |                                        |  |
| 桐生市と全国の年齢別人口分布（2005年） | 桐生市の年齢・男女別人口分布（2005年） |  |
| ■紫色 ― 桐生市 ■緑色 ― 日本全国 | ■青色 ― 男性 ■赤色 ― 女性              |  |
| 桐生市（に相当する地域）の人口の推移 \| 1970年（昭和45年） \| 146,489人 \| \| \| 1975年（昭和50年） \| 148,376人 \| \| \| 1980年（昭和55年） \| 147,744人 \| \| \| 1985年（昭和60年） \| 146,825人 \| \| \| 1990年（平成2年） \| 142,838人 \| \| \| 1995年（平成7年） \| 138,193人 \| \| \| 2000年（平成12年） \| 134,298人 \| \| \| 2005年（平成17年） \| 128,037人 \| \| \| 2010年（平成22年） \| 121,704人 \| \| \| 2015年（平成27年） \| 114,714人 \| \| \| 2020年（令和2年） \| 106,445人 \| \| |                                        |  |
| 総務省統計局 国勢調査より |                                        |  |
| 1970年（昭和45年） | 146,489人                              |  |
| 1975年（昭和50年） | 148,376人                              |  |
| 1980年（昭和55年） | 147,744人                              |  |
| 1985年（昭和60年） | 146,825人                              |  |
| 1990年（平成2年） | 142,838人                              |  |
| 1995年（平成7年） | 138,193人                              |  |
| 2000年（平成12年） | 134,298人                              |  |
| 2005年（平成17年） | 128,037人                              |  |
| 2010年（平成22年） | 121,704人                              |  |
| 2015年（平成27年） | 114,714人                              |  |
| 2020年（令和2年） | 106,445人                              |  |

#### 人口の変遷
| 国勢調査人口の変遷 [単位 人] |                    |      |           |                                                |
| 自治体                       | 年                 | 人口 | 人口      | 備考                                           |
| 桐生町                       | 1920年（大正9年）  |      | 3万7,674  |                                                |
| 桐生市                       | 1925年（大正14年） |      | 4万2,553  | 1921年（大正10年）市制施行                     |
| 桐生市                       | 1930年（昭和5年）  |      | 5万2,906  |                                                |
| 桐生市                       | 1935年（昭和10年） |      | 7万6,145  | 1933年（昭和8年）境野村を編入                  |
| 桐生市                       | 1940年（昭和15年） |      | 8万6,086  | 1937年（昭和12年）広沢村を編入                 |
| 桐生市                       | 1947年（昭和22年） |      | 9万1,482  |                                                |
| 桐生市                       | 1950年（昭和25年） |      | 9万5,533  |                                                |
| 桐生市                       | 1955年（昭和30年） |      | 11万6,935 | 1954年（昭和29年）梅田村、相生村、川内村を編入 |
| 桐生市                       | 1960年（昭和35年） |      | 12万3,010 | 1959年（昭和34年）菱村を編入                   |
| 桐生市                       | 1965年（昭和40年） |      | 12万7,880 |                                                |
| 桐生市                       | 1970年（昭和45年） |      | 13万3,141 | 1968年（昭和43年）田沼町の一部を編入           |
| 桐生市                       | 1975年（昭和50年） |      | 13万4,239 |                                                |
| 桐生市                       | 1980年（昭和55年） |      | 13万2,889 |                                                |
| 桐生市                       | 1985年（昭和60年） |      | 13万1,267 |                                                |
| 桐生市                       | 1990年（平成2年）  |      | 12万6,446 |                                                |
| 桐生市                       | 1995年（平成7年）  |      | 12万0,377 |                                                |
| 桐生市                       | 2000年（平成12年） |      | 11万5,434 |                                                |
| 桐生市                       | 2005年（平成17年） |      | 12万8,037 | 2005年（平成17年）新里村、黒保根村を編入       |

### 面積
- 総面積 274.57km2
- 林野面積 197.18km2
- 可住地面積 77.39km2
- 耕地面積 17.80km2
  - 林野面積率 71.8%
  - 可住地面積率 28.2%
  - 可住地内耕地率 23.0%

### 隣接する自治体
- 群馬県
  - 前橋市
  - 伊勢崎市
  - 太田市
  - 沼田市
  - みどり市
- 栃木県
  - 足利市
  - 佐野市

## 歴史
この地域の歴史は古く、奈良時代には既に朝廷へ「あしぎぬ（絹）」を献上したと記されている。養蚕業・絹織物業がこの地域において栄えた理由については諸説があるが、中央（大和地方）からその技術を持った人々が移り住んだ結果という説が最も有力である。それを思わせる伝承も「白滝姫伝説（「桐生織」の項目を参照）」によって、当地方に語り継がれている。織物業はその後の桐生の発展の基盤となり、現在に至っている。
『吾妻鏡』などの文献によれば、平安時代末期に桐生六郎の名が見えることから、地名としての「桐生」は平安時代には既に存在していたと考えられている。ついで1350年には柄杓山（城山）に城を築き、桐生氏（藤姓足利氏の系統）の始めとされる桐生国綱、1500年代中頃に桐生氏の全盛期を築いた桐生助綱の名が見られる。桐生氏は1500年代後半に由良成繁によって滅ぼされ、以降、成繁は柄杓山城を本拠としたが、子の国繁の時に豊臣秀吉の小田原征伐により領地替えが行われた。
1600年、関ヶ原の戦いを直前に控えた徳川家康が小山に在陣中、急遽西進して石田三成を討伐することを決定するが、その際に不足した軍旗を僅かの時間に揃えたのが桐生の村々であった。これにより桐生の絹は一層名を高めたという。
現在の市街地が形成され始めたのは1600年頃、徳川家康の家臣であった大久保長安の命令を受けた大野尊吉によるものとされる。渡良瀬川と桐生川に挟まれた扇状地に桐生天満宮を基点として桐生新町が形成され、絹織物業の発展とともに市街地は郊外に広がっていった。起点となった天満宮前は現在の本町一丁目となっており、二丁目とあわせて当時の区割りと建物がそのまま残された景観が保たれている。
桐生の織物産業の将来性は江戸幕府にも高く評価され、幕府の成立とともに天領とされた。近隣の村々（みどり市、旧藪塚本町（現太田市）、旧新里村）などの農村部では、養蚕が盛んに行われ、多くの富を蓄積。桐生道、古戸道、足尾銅山街道、日光例幣使街道などの諸街道によって日光・熊谷・川越・八王子と結ばれ、全国に広く絹織物を広めた。
天保年間に全国に先駆けてマニュファクチュアを導入。明治・大正・昭和初期にかけて日本の基幹産業として発展し、外貨獲得に貢献した。昭和中後期は、和装離れから絹織物産業は下火となったが、代わって自動車部品産業や遊技機産業が成長。幾つものチャレンジングな企業が生まれ、今日の桐生を支えている。
1947年9月、カスリーン台風による被害を受ける。50人余が死亡、流出家屋約200戸、当時の市内の半数約10000戸が浸水。

### 市域の変遷
- 1889年（明治22年）4月1日 - 町村制施行に伴い、山田郡に桐生町・境野村・広沢村・梅田村・相生村・川内村、南勢多郡に新里村・黒保根村、栃木県足利郡に菱村、安蘇郡に田沼町・三好村・野上村・飛駒村・新合村が成立する。
- 1896年（明治29年）4月1日 - 東群馬郡と南勢多郡が合併し、勢多郡が発足する。
- 1921年（大正10年）3月1日 - 山田郡桐生町が市制施行（単独市制）。桐生市となる。
- 1933年（昭和8年）4月1日 - 山田郡境野村が桐生市に編入される。
- 1937年（昭和12年）4月1日 - 山田郡広沢村が桐生市に編入される。
- 1954年（昭和29年）3月31日 - 栃木県安蘇郡田沼町・三好村・野上村が合併し、田沼町が発足する。
- 1954年（昭和29年）10月1日 - 山田郡梅田村・相生村、川内村の一部が桐生市に編入される。
- 1956年（昭和31年）9月30日 - 栃木県安蘇郡飛駒村・新合村が田沼町に編入される。
- 1959年（昭和34年）1月1日 - 栃木県足利郡菱村が桐生市に編入される。
- 1968年（昭和43年）4月1日 - 栃木県安蘇郡田沼町の旧飛駒村の一部が桐生市に編入される。
- 2005年（平成17年）6月13日 - 勢多郡黒保根村・新里村が桐生市に編入される。

## 主要年表

### 古代
- 796年（延暦15年） 美和神社と賀茂神社が官社となる。
- 1156年（久寿3年） 薗田御厨が設けられる。

### 中世 - 近世
- 1192年（建久3年） 須永御厨が設けられる。
- 1350年（正平5年） 桐生国綱が柄杓山城を築く。
- 1591年（天正10年） 荒戸原に新町が建設される。
- 1661年（寛文元年） 桐生領が館林藩 徳川綱吉の領地となる。
- 1672年（寛文12年） 岡登景能が岡登用水堀を開削。
- 1682年（天和2年） 桐生領が旗本領となる。荒戸新町が桐生新町と改名される。
- 1742年（寛保2年） 桐生新町が天領（御領）となる。
- 1762年（宝暦12年） 桐生新町が再び旗本領となる。
- 1779年（安永8年） 桐生新町が出羽松山藩 酒井忠休の領地となる。
- 1868年（慶応4年） 桐生新町が岩鼻県管轄となる。

### 明治
- 1871年（明治4年）11月14日 東毛3郡（山田・新田・邑楽）が栃木県管轄となる。
- 1873年（明治6年）
  - 10月 新宿小学校（現：南小学校）が開校。
  - 11月 桐生学校（現：北小学校）が開校。
- 1874年（明治7年）1月 安楽土学校（現：東小学校）が開校。
- 1876年（明治9年）8月21日 東毛3郡が栃木県より群馬県へ移管。
- 1880年（明治13年）3月 安楽土西学校（現：西小学校）が開校。
- 1888年（明治21年）11月15日 両毛鉄道（現：両毛線）桐生駅開業。
- 1889年（明治22年）4月1日 山田郡桐生新町、安楽土村、下久方村、新宿村、上久方村字平井が合併し、桐生町が発足。
- 1902年（明治35年） 赤岩橋（初代、桐生町西安楽土 - 相生村下新田間）が開通する。
- 1908年（明治41年） 山田郡立桐生高等女学校（現：群馬県立桐生女子高等学校）が設立。
- 1911年（明治44年）
  - 野間清治が講談社を創立する。
  - 4月15日 足尾鉄道（現：わたらせ渓谷鐵道）、下新田連絡所（現：下新田信号場）- 大間々町駅（現：大間々駅）間開業。桐生駅 - 下新田連絡所間は、官設鉄道両毛線を併用。相生村に相生駅（現：相老駅）開業。
- 1912年（明治45年）7月1日 足尾鉄道、相生駅を相老駅と改称。

### 大正
- 1913年（大正2年）3月19日 東武鉄道桐生線太田駅 - 相老駅間開業。広沢村に新桐生駅開業。
- 1915年（大正4年） 錦桜橋（初代、錦町 - 桜木町間）が開通する。
- 1915年（大正4年）12月27日 官立桐生高等染織学校（現：群馬大学理工学部）が創立される。
- 1917年（大正6年）3月12日 町立桐生中学校（現：群馬県立桐生高等学校）が創立される。
- 1919年（大正8年） 桐生倶楽部会館が完成する。
- 1920年（大正9年） 第一回国勢調査 桐生町：人口3万7674人。
- 1921年（大正10年）
  - 3月1日 市制施行し、桐生市となる。群馬県では前橋市・高崎市に次いで3番目、東毛では初めての市制施行地となる。
  - 前原良太郎が市長に就任。
- 1925年（大正14年）
  - 4月 錦桜橋（二代目）が開通する。
  - 8月 関口義慶二が市長に就任。
  - 10月 桐生瓦斯株式会社が創立される。

### 昭和
- 1928年（昭和3年）
  - 10月 市章を制定する。

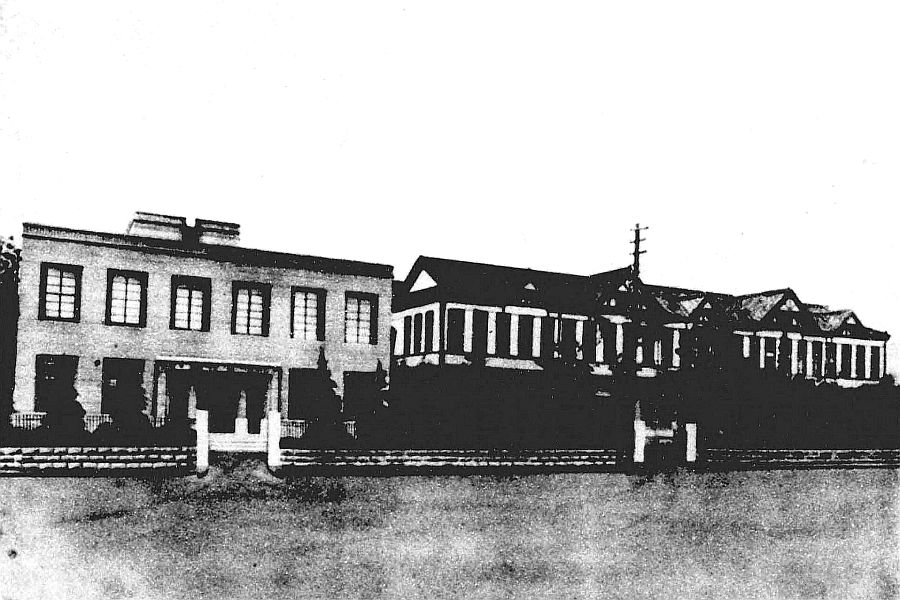
戦前の桐生市役所

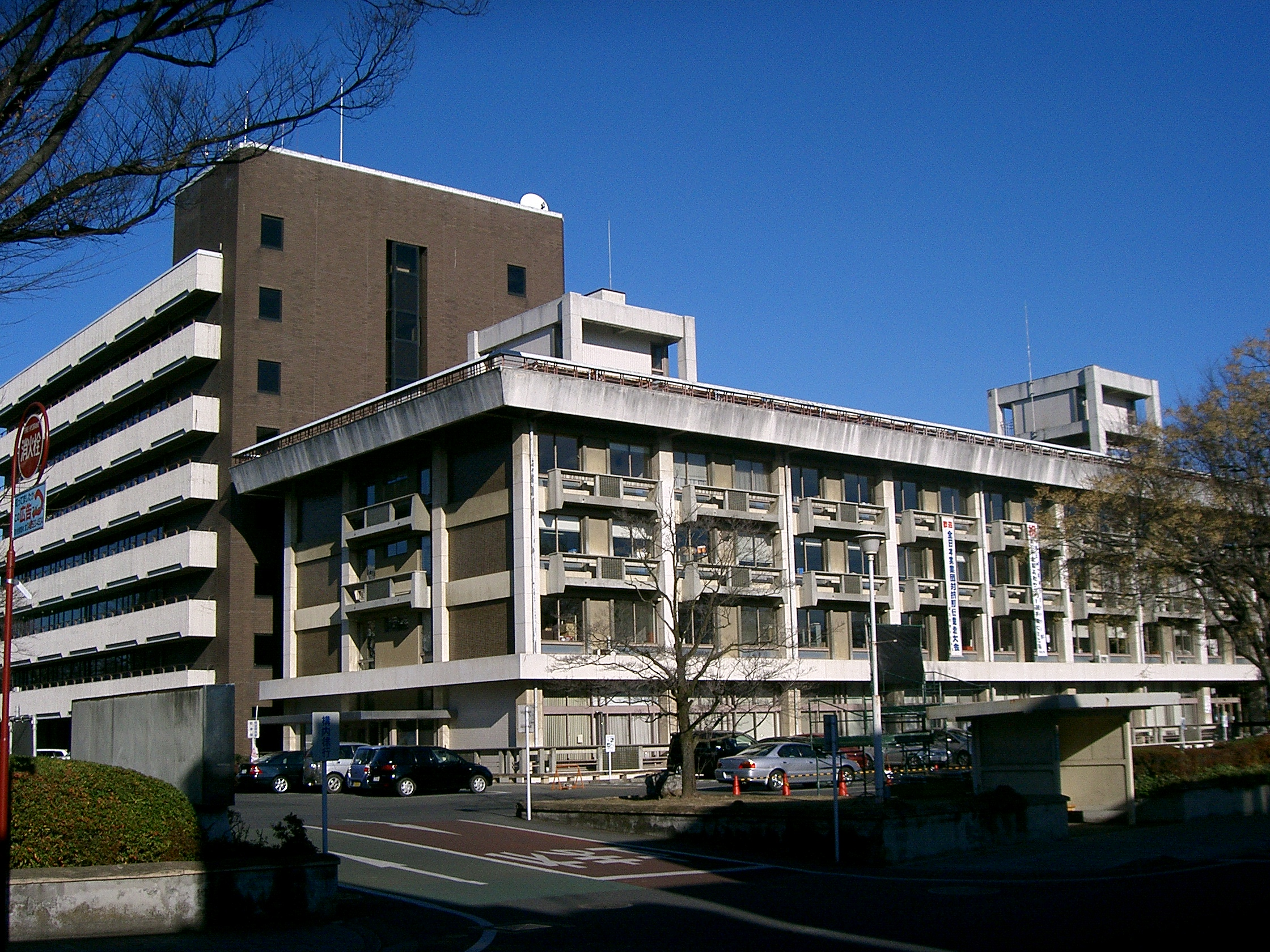
旧桐生市役所庁舎（2011年12月）

  - 11月10日 上毛電気鉄道上毛線中央前橋駅 - 西桐生駅間が開業する。これにより、上毛線が全通する。
- 1929年（昭和4年）
  - 4月 昭和尋常小学校（現：昭和小学校）が開校する。
  - 8月1日 大字を廃止し新町名を制定する。
- 1932年（昭和7年）
  - 3月18日 東武鉄道桐生線相老駅 - 新大間々駅（現：赤城駅）間が開業する。これにより、桐生線が全通する。
  - 4月 上水道が敷設され、給水を開始する。
- 1933年（昭和8年）4月1日 山田郡境野村を編入する。
- 1934年（昭和9年）
  - 5月 桐生工業学校（現：桐生工業高等学校）が開校する。
  - 11月16日 昭和天皇行幸[14]。昭和天皇誤導事件が起きる。
- 1937年（昭和12年）4月1日 山田郡広沢村を編入する。
- 1940年（昭和15年）
  - 桐生市実践女子青年学校（現：桐生市立商業高等学校）が開校する。
  - 5月 荻野欽司が市長に就任。
- 1941年（昭和16年）
  - 7月 赤岩橋（二代目）が開通する。
  - 12月 昭和橋が開通する。
- 1944年（昭和19年）
  - 4月 雷電山（水道山）に忠霊塔が建設される。
  - 5月 広瀬勝滋が市長に就任。
- 1945年（昭和20年）
  - 11月 大沢菊太郎が市長に就任。
- 1947年（昭和22年） 
  - 前原一治が市長に就任。
  - 第六回国勢調査 桐生市：9万1482人。県内一の人口規模となる。
  - 参考 前橋市：9万0432人（第二位）。高崎市：8万8483人（第三位）。
- 1950年（昭和25年）
  - 『桐生市歌』『桐生市民の歌』を制定する。市制施行30周年記念制定。
- 1951年（昭和26年）
  - 3月1日 市制30周年。
  - 5月 桐生が岡公園に織姫平和像が建設される。
- 1952年（昭和27年）4月5日 東桐生駅が開業。
- 1954年（昭和29年）
  - 8月1日 境野町の一部を分離して広沢町間ノ島を新設。
  - 10月1日 山田郡梅田村、相生村、川内村の一部を編入。
- 1955年（昭和30年）
  - 6月1日 山田郡毛里田村の一部を編入。
- 1957年（昭和32年）
  - 2月25日 桜木小学校が開校。
  - 7月21日 赤城登山鉄道 利平茶屋 - 赤城山頂間が開業。
- 1958年（昭和33年）11月 桐生市産業文化会館が開館。
- 1959年（昭和34年）1月1日 栃木県足利郡菱村を編入。
- 1960年（昭和35年） 桐生市立桐生養護学校（現：群馬県立あさひ養護学校）が開校。
- 1962年（昭和37年） 桐生市立第二養護学校（現：桐生市立養護学校）が開校。
- 1963年（昭和38年）
  - 4月 桐生南高等学校が開校。
  - 5月2日 荒木歓一郎が市長に就任。
  - 10月12日 イタリア共和国ピエモンテ州ビエラ市と国際姉妹都市提携。
- 1964年（昭和39年）天王祭と七夕祭を統合。第1回桐生まつり開催。
- 1965年（昭和40年）
  - 5月 織姫町の新市庁舎が完成。
  - 6月18日 茨城県日立市と国内親善都市提携。
  - 11月3日 市民憲章を制定する。
- 1966年（昭和41年）
  - 第六区、第七区に住居表示施行。
    - 仲町一・二・三丁目、東一・二・三・四・五・六・七丁目を新設。
    - 東久方町三丁目の一部を仲町一丁目に編入。
- 1967年（昭和42年）
  - 8月 桐生駅南口が開設される。
  - 11月5日 赤城登山鉄道休止。
- 1968年（昭和43年）
  - 4月1日 栃木県安蘇郡田沼町飛駒の一部を編入。
  - 6月1日 赤城登山鉄道が廃止。
  - 10月1日 国鉄白紙ダイヤ改正「ヨンサントオ」に伴い、東桐生駅が営業休止。
- 1969年（昭和44年）
  - 7月1日
    - 境野町の字を廃止し、境野町一・二・三・四・五・六・七丁目を新設。
    - 第三区、第四区、第五区に住居表示施行。
      - 新宿二・三丁目、錦町三丁目を新設。
      - 稲荷町の東部を錦町一・二丁目に編入。織姫町の東部を錦町二・三丁目に編入。
      - 小梅町の北東部を新宿二丁目に編入。琴平町の北部を新宿三丁目に編入。
      - 栄町を浜松町二丁目に編入。
- 1971年（昭和46年）
  - 1月1日 第一区、第十区に住居表示施行。東久方町、西久方町の各一部を本町に編入。
  - 3月1日 市制50周年。
  - 5月2日 小山利雄が市長に就任。
- 1972年（昭和47年）
  - 相川橋が開通。
  - 7月 桐生女子高等学校が仲町から梅田町へ移転。
- 1973年（昭和48年）4月 天沼小学校が開校。
- 1974年（昭和49年）
  - 1月1日 第八区、第九区に住居表示施行。
    - 堤町一・二・三丁目、宮本町一・二・三・四丁目を新設。
    - 小曾根町の北西部を堤町一丁目、南部を永楽町、北部を宮本町二丁目に編入。
    - 永楽町の北西部を小曾根町に編入。
- 1975年（昭和50年）
  - 1月 桐生大橋が暫定2車線で開通。
  - 4月15日 市の木としてモクセイ、市の花としてサルビア、市のシンボルとして桐を制定。
- 1977年（昭和52年）
  - 3月1日 第四区に住居表示実施行。
    - 新宿一丁目、三吉町一・二丁目を新設。
- 1978年（昭和53年）
  - 国道50号桐生バイパスが開通する。
  - 6月16日 アメリカ合衆国ジョージア州コロンバス市と国際姉妹都市提携。
- 1979年（昭和54年）
  - 4月 神明小学校が開校する。
  - 11月 桐生市文化センター（桐生市中央公民館）が開館。
- 1980年（昭和55年）
  - 4月 桐生西高等学校が開校。
  - 9月18日 徳島県鳴門市と国内親善都市提携。
- 1981年（昭和56年） 梅田大橋が開通。
- 1982年（昭和57年）
  - 8月 市役所新館が完成。
  - 10月 斎場が広沢町五丁目に新築移転。
- 1983年（昭和58年）
  - 3月 桐生川ダムが完成する（ダム本体工事完成）。
  - 10月7日 桐生駅周辺一部高架化（南ホーム高架化）。
- 1984年（昭和59年）5月 桐生市南公園が開園。
- 1985年（昭和60年）10月16日 桐生駅周辺完全高架化（北ホーム高架化）。
- 1986年（昭和61年） 桐生川源流林が森林浴の森100選に選定される。
- 1987年（昭和62年）
  - 3月 松原橋が開通。桐生大橋4車線化。
  - 4月1日 国鉄分割民営化。東桐生駅が廃止。
  - 5月2日 大澤善隆が市長に就任。
- 1988年（昭和63年） 桐生まつりを桐生八木節まつりと改称。

### 平成
- 1989年（平成元年）
  - 3月29日 JR足尾線をわたらせ渓谷鐵道に転換。わたらせ渓谷線開業。
  - 4月 桐生自然観察の森が開園。
  - 4月20日 大川美術館が開館。
- 1990年（平成2年）12月 桐生バイパスの4車線化工事完成。
- 1991年（平成3年）5月2日 日野茂が市長に就任。
- 1992年（平成4年） 彦部家住宅が重要文化財に指定される。
- 1993年（平成5年）4月1日 国道353号の指定区域が延長され、同国道の起点が桐生市となる。
- 1994年（平成6年）
  - 8月1日 新川北線（コロンバス通り）巴町一丁目 - 巴町二丁目間が開通。
  - 10月1日 琴平緑地公園（小梅琴平公園）が開園。
  - 10月27日 観光開発道路 堤宮本線が開通。
- 1995年（平成7年） 桐生川源流林が水源の森百選に選定される。
- 1996年（平成8年） 第1回桐生ファッションウィーク開催。
- 1997年（平成9年）5月 桐生市市民文化会館が開館。
- 1999年（平成11年）
  - 3月 赤岩橋（三代目）が開通する。
  - 5月2日 大澤善隆が市長に就任。
  - 全国高等学校野球選手権大会（夏の甲子園大会）において桐生第一高等学校が群馬県勢として初の全国制覇を達成する。
- 2000年（平成12年）
  - 桜木西（如来堂）公民館が開館。
  - 「桐生川の清流を守る条例」を制定。
- 2001年（平成13年）
  - 3月1日 市制80周年。
  - 「桐生川の源流水」を製造。市の主催行事などで無料配布。
- 2003年（平成15年） 桐生大橋線が開通。
- 2005年（平成17年）
  - 3月13日 錦桜橋（三代目）が開通する。三代目錦桜橋

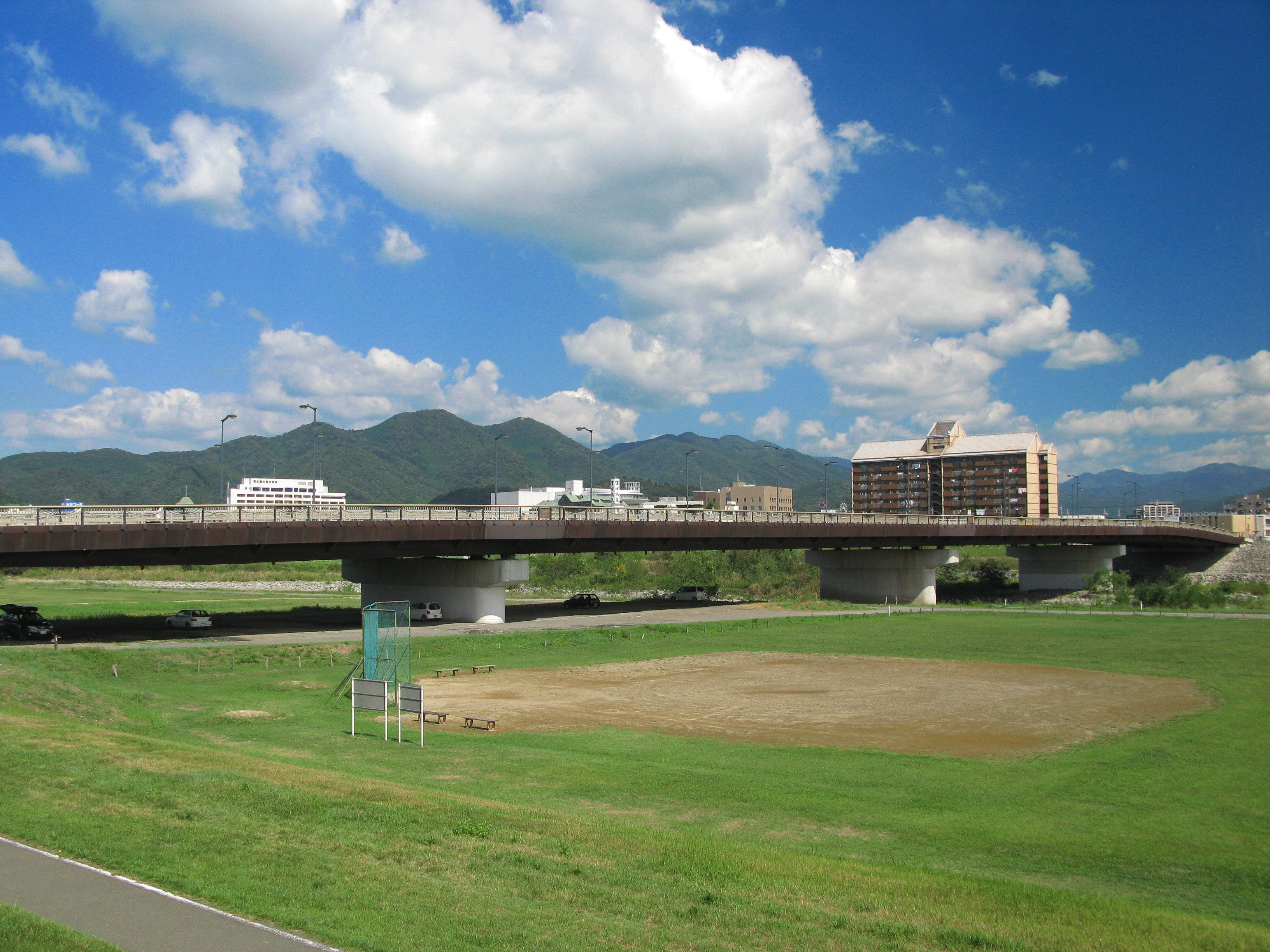
三代目錦桜橋

  - 6月13日 勢多郡新里村・黒保根村を編入（飛地合併）。
  - 11月 相生町に市最大の大型商業施設「マーケットシティ桐生」が誕生。
- 2006年（平成18年）
  - 8月1日 「桐生川の源流水」の試験発売を開始。
  - 10月1日 上毛電気鉄道上毛線桐生球場前駅が開業。
- 2007年（平成19年）
  - 5月2日 亀山豊文が市長に就任。
  - 7月1日 コミュニティFMのFM桐生が開局。
- 2008年（平成20年）
  - 4月7日 中央中学校が開校。
  - 新両国橋が開通。
- 2009年（平成21年）
  - 2月1日 旧南中学校を改修し、総合福祉センターが開所。
  - 4月1日 桐生駅構内に桐生観光物産館「わたらせ」が開館、桐生市民活動推進センター「ゆい」が移転。
  - 4月7日 清流中学校が開校する。
  - 7月1日 「伝建まちなか交流館」が開館。
  - 12月24日 新里支所や図書館、公民館などの機能を合わせ持つ桐生市新里総合センターが開所。
- 2010年（平成22年）
  - 3月27日 渡良瀬川中流に中通り大橋が開通。
  - 4月6日 川内小学校が開校する。
- 2011年（平成23年）キノピーが描かれたおりひめバス
  - 3月1日 市制90周年。

キノピーが描かれたおりひめバス

  - 3月5日 「桐生市制施行90周年・水道創設80周年記念式典」が行われ、桐生市のマスコットキャラクター「キノピー」が市民に披露される[9]。
  - 3月11日 東北地方太平洋沖地震。元宿町で震度6弱を観測。
  - 6月15日 桐生駅の発車メロディが『八木節』に変更[15]（両毛線の駅では初めてご当地メロディ導入）。
- 2012年（平成24年）
  - 1月17日 桐生新町（本町一丁目・二丁目と天神町一丁目の天満宮地区）が都市計画法に基づき伝統的建造物群保存地区に定められる。
  - 4月1日 新里町デマンドタクシー実証実験運行開始。
  - 7月9日 桐生新町が文化財保護法に基づき、重要伝統的建造物群保存地区として選定される。
- 2013年（平成25年）
  - 3月30日 中通り大橋4車線化。
  - 4月1日
    - 景観行政団体に移行[16]。
    - 新里町デマンドタクシー本格運行移行。
    - 黒保根町デマンドタクシー実証実験運行開始。
- 2014年（平成26年）
  - 4月1日 黒保根町デマンドタクシー本格運行移行。
- 2015年（平成27年）
  - 4月24日 桐生織物会館旧館を含む県内12文化財が「かかあ天下 －ぐんまの絹物語－」の名で日本遺産に認定[17]。
- 2018年（平成30年）
  - 1月23日 「桐生市歴史的風致維持向上計画」が国に認定され、歴史まちづくり法に基づく認定都市となる[18][19][20][21]。
  - 4月9日 桐生市保健福祉会館（末広町）内に桐生市屋内遊戯場を開設。
  - 11月 桐生市屋内遊戯場の愛称を「キノピーランド」に決定。

### 令和
- 2019年（令和元年）
  - 5月2日 荒木恵司が市長に就任。
  - 10月14日 梅田台緑地公園が開園。
- 2020年（令和2年）
  - 3月16日 観光情報センター「シルクル桐生」が群馬銀行桐生支店敷地内に開所[22]。
  - 11月1日 公共施設に命名権を導入。
    - 桐生が岡動物園の愛称が「未来へはばたけ 山田製作所桐生が岡動物園」となる[23]。
    - 桐生が岡遊園地の愛称が「アースケア桐生が岡遊園地」となる[24]。
- 2021年（令和3年）
  - 1月1日 桐生市民体育館の愛称が「桐生ガススポーツセンター」となる[25]。
  - 2月1日 桐生市市民文化会館の愛称が「美喜仁桐生文化会館」となる[26]。
  - 3月1日 
    - 市制100周年。
    - 桐生球場の愛称が「小倉クラッチ・スタジアム」となる[27]。
    - 陸上競技場の愛称が「森エンジニアリング桐生スタジアム」となる[28]。

  - 4月1日 桐生地区の群馬県立高等学校統廃合。
    - 群馬県立桐生高等学校と群馬県立桐生女子高等学校が統合し群馬県立桐生高等学校が開校。
    - 群馬県立桐生南高等学校と群馬県立桐生西高等学校が統合し群馬県立桐生清桜高等学校が開校。
- 2025年（令和7年）
  - 1月6日 桐生市役所本庁舎が建て替えられ新庁舎が開庁[29][30]。

## 行政

### 市長
- 荒木恵司（2019年5月2日就任、2期目）

#### 歴代市長[31]
| 代      | 氏名       | 就任年月日                | 退任年月日                 |
| ------- | ---------- | ------------------------- | -------------------------- |
| 初代    | 前原良太郎 | 1921年（大正10年）7月2日  | 1925年（大正14年）7月1日   |
| 2-5     | 関口義慶二 | 1925年（大正14年）8月12日 | 1940年（昭和15年）5月15日  |
| 6       | 荻野欽司   | 1940年（昭和15年）5月16日 | 1944年（昭和19年）5月15日  |
| 7       | 広瀬勝滋   | 1944年（昭和19年）5月16日 | 1945年（昭和20年）11月2日  |
| 8       | 大沢菊太郎 | 1945年（昭和20年）11月8日 | 1946年（昭和21年）11月20日 |
| 9-12    | 前原一治   | 1947年（昭和22年）4月6日  | 1963年（昭和38年）5月1日   |
| 13-14   | 荒木歓一郎 | 1963年（昭和38年）5月2日  | 1971年（昭和46年）5月1日   |
| 15-18   | 小山利雄   | 1971年（昭和46年）5月2日  | 1987年（昭和62年）5月1日   |
| 19      | 大澤善隆   | 1987年（昭和62年）5月2日  | 1991年（平成3年）5月1日    |
| 20-21   | 日野茂     | 1991年（平成3年）5月2日   | 1999年（平成11年）5月1日   |
| 22-23   | 大澤善隆   | 1999年（平成11年）5月2日  | 2007年（平成19年）5月1日   |
| 24-26   | 亀山豊文   | 2007年（平成19年）5月2日  | 2019年（令和元年）5月1日   |
| 27、28- | 荒木恵司   | 2019年（令和元年）5月2日  |                            |

### 市役所
- 桐生市役所

所在地 〒376-8501
群馬県桐生市織姫町1番1号
- 新里支所・総合センター

所在地 〒376-0194
群馬県桐生市新里町武井693番地
- 黒保根支所

所在地 〒376-0196
群馬県桐生市黒保根町水沼182番地3

### 警察署
| - 桐生警察署（清瀬町） - 東交番（東3丁目） - 駅前交番（宮前町2丁目） - 境野町交番（境野町1丁目） - 広沢町交番（広沢町4丁目） - 相生町交番（相生町2丁目） - 梅田駐在所（梅田町2丁目） - 川内駐在所（川内町3丁目） - 菱町駐在所（菱町2丁目） | - 大間々分庁舎（旧・大間々警察署、みどり市大間々町桐原） - 小林駐在所（新里町小林） - 新川駐在所（新里町新川） - 水沼駐在所（黒保根町水沼） |

### 消防署
- 桐生市消防本部（元宿町）
  - 桐生消防署（同上）
    - 東分署（東1丁目）
    - 南分署（境野町7丁目）

### 税務署
- 桐生税務署（末広町）

### 都市計画
#交通も参照。
環状道路・広域幹線道路
四方を山川に囲まれた桐生市街地は、地理的な分断要素が多いことから、市内各地区の連絡を強化するため、内環状道路・外環状道路の整備を推進している。2007年時点、内環状道路に位置づけられている美原通りを南に延伸する形で「錦琴平線」の整備が行われている。
北関東自動車道に接続する片側2車線の広域幹線道路（桐生大橋線・中通り大橋線）、国道50号バイパス（前橋笠懸道路）の建設が決定され、40年来の懸案だった道路整備が解決に向かっており、新たな局面に向けて動き出している。
土地区画整理事業
桐生駅、西桐生駅、新桐生駅、相老駅などの市内主要駅周辺の土地区画整理事業が計画され、このうち、桐生駅周辺地区は1986年度から実施され2007年度に完成している。
自然環境の保全・活用
八王子丘陵や渡良瀬川などの自然環境をいかした余暇機能の充実を推進し、市街地に隣接した丘陵地・河川敷に公園の新規整備、桐生市運動公園の拡充整備が計画されている。
高い下水道普及率
下水道普及率は市街区域で90%を超え、全体でも76%と、県内12市では最も高い普及率となっている。

### 不祥事
生活保護分野にて水際阻止や支給費の分割、一部支給、受け取り偽造など、市による様々な違法行為が発覚した。群馬県より市に特別監査が入り、窓口を訪れた市民が生活保護を申請しようとしても受け付けなかった「申請権の侵害」が疑われる対応が複数あったと指摘されたほか、是正が勧告された。原因として公務員としての規範意識を低下させるような組織体制や職場風土があったことなどが、不適切対応をした一因であったことも否定できないとされている。
生活保護費受取偽造
2022年10月27日、ケースワーカーが申請者の同姓の他人の印章を勝手に押印し、保護費を受け取ったように偽装したことが発覚、ケースワーカーと指導員の2人が私文書偽造や虚偽公文書作成で刑事告発された。また、調査の結果1000本以上の印鑑を受給者から預かり市職員が書類に押印していた。
生活保護費一部しか支給せず
2023年8月、桐生市は申請者に1日1000円ずつ窓口で手渡し、合計で3万円ほどしか支給していなかったことが、司法書士会の申し入れで発覚、その後全額が支給された。また、ハローワークに行って求職活動をした証明がないと支給されないなどの違法な対応によって本来の保護費の半分程度しか支給されていなかった。
水際作戦疑惑
生活保護の相談員として警察OBの採用を開始した際、「刑事課などで暴力団対応経験者を希望」とのただし書きをつけて警察OB紹介の依頼状を送付していた。桐生市生活保護違法事件全国調査団は「生活保護申請者を萎縮させる『水際作戦』が疑われる」と指摘している。市による第三者委員会が設立され、「罵声は日常茶飯事だった」、「職員が高飛車な態度で対応していた。保健福祉部長の席がついたてで囲われ、状況が把握できずおかしいと思った」など福祉課保護係の異常な業務実態に関する市職員からの内部通報が6件確認された。

## 議会

### 県議会
- 選挙区：桐生市選挙区
- 定数：3人
- 任期：2023年4月30日 - 2027年4月29日[40]
- 投票日：2023年4月9日
- 当日有権者数：89,647人
- 投票率：42.01％

| 候補者名 | 当落 | 年齢 | 党派名     | 新旧別 | 得票数   | 議会所属会派 | 備考 |
| -------- | ---- | ---- | ---------- | ------ | -------- | ------------ | ---- |
| 井田泰彦 | 当   | 45   | 無所属     | 現     | 10,808票 | つる舞う     |      |
| 相沢崇文 | 当   | 47   | 自由民主党 | 現     | 10,586票 | 無所属       |      |
| 亀山貴史 | 当   | 45   | 自由民主党 | 現     | 9,446票  | 自由民主党   |      |
| 腰塚有吾 | 落   | 43   | 無所属     | 新     | 6,201票  | ―――          |      |

### 衆議院
- 任期 ： 2024年（令和6年）10月27日 - 2028年（令和10年）10月26日（「第50回衆議院議員総選挙」参照）

| 選挙区                                            | 議員名   | 党派名     | 当選回数 | 備考   |
| ------------------------------------------------- | -------- | ---------- | -------- | ------ |
| 群馬県第2区（桐生市、伊勢崎市、みどり市、佐波郡） | 井野俊郎 | 自由民主党 | 5        | 選挙区 |

## 司法

### 裁判所
- 前橋地方裁判所桐生支部
- 前橋家庭裁判所桐生支部
- 桐生簡易裁判所
- （上記裁判所に対応して、前橋地方検察庁桐生支部、桐生区検察庁がある）

## 経済・産業
古くから織物産業が栄えたが、現在は機械金属産業とあわせて二大基幹産業となっている。
伝統の織物業は、炭素繊維を用いた特殊布や、映画・ドラマ衣装などで生き残りをはかっている。ハリウッド映画の『SAYURI』で、主演のチャン・ツィイー、コン・リー、桃井かおりらが身につけていた丸帯は、桐生市で作られたものである。
神社仏閣のお守り袋の製織を手掛ける岩秀織物、喪服帯・七五三祝着や和装小物の製造を行う佐啓産業、「和粋庵」ブランドで作務衣・甚平を製造する伊田繊維、ネクタイなどネックウェア生地を製造するアルファテックスなどに加え、マフラー製造の松井ニット技研に代表されるニット業、撥水加工を施した風呂敷「ながれ」で知られる朝倉染布、オリジナルブランド「色創館」を展開する土田産業など染色整理業が盛んである。
機械金属産業は、撚糸機や管巻機などの織物準備機械の製造から発達しており、ミツバ、小倉クラッチなど自動車部品産業が盛んである。「築地銀だこ」を展開するホットランドや、中古物件販売で業績を伸ばすカチタスなど、中小の新興企業にも元気の良い企業がある。
中心市街地においては、郊外に広大な農地を持たなかったため、大型商業施設が出来ず、近隣他市（伊勢崎市・太田市・足利市など）と比べて比較的商店街としての機能を保っており、個人商店・小規模小売の力が強いといえる。また、市街地地価の下げ止まり感から、新川公園など充実したインフラを求めて幾つかのマンション建設計画があるなど、市街地回帰現象も見られ始めている。

### 農業
主な生産物
園芸
- 野菜
  - ダイコン、トマト、キュウリ、ウド
- 果物
  - ブドウ
- キノコ
  - シイタケ、マイタケ

畜産
- ブタ（養豚）

### 工業
桐生市は、北関東工業地域のうち、関東内陸工業地域に属する。
市内の工業団地
- 境野工業団地
- 相生第一工業団地
- 相生第二工業団地
- 相生西工業団地
- 新里工業団地
- 新里芝工業団地
- 新里芝第二工業団地
- 板橋工業団地
- 山上工業団地

### 商業

#### 流通・小売
- ショッピングセンター・スーパーマーケット
  - フレッセイ 桐生南店（新宿2丁目）、天神町店（平井町）
  - コープぐんま 東久方店（東久方町2丁目）
  - MEGAドン・キホーテ 桐生店（永楽町） 長崎屋から転換
  - ベイシア 桐生境野店（境野町2丁目）、新里店(新里町小林)
  - Aコープ 広沢店（広沢町4丁目）
  - マーケットシティ桐生・ヤオコー 桐生相生店（相生町1丁目）、桐生境野店（境野町6丁目）
  - アバンセ 浜松町店（浜松町2丁目）、新里店(新里町新川)
  - カスミ 桐生相生店（相生町5丁目）
- ホームセンター
  - セキチュー 桐生南店（広沢町5丁目）
  - カインズホーム 桐生梅田店（梅田町1丁目）
- ドラッグストア
  - ドラッグセイムス 堤町店（堤町）、桐生東店（東4丁目）
  - ドラッグスギ 天神店（天神町2丁目）、新広沢店（広沢町1丁目）、あいおい店（相生町2丁目）
  - ウエルシア 桐生境野店（境野町2丁目）、桐生川内店（川内町3丁目）
  - カワチ薬品 桐生西店（相生町5丁目）、桐生広沢店 (広沢町4丁目)
  - マツモトキヨシ マーケットシティ桐生店 （相生町1丁目）、桐生境野店（境野町6丁目）　どちらもヤオコーに併設、相生5丁目店（相生町5丁目）
  - マルエドラッグ　桐生東店（東1丁目）、新里店(新里町小林)
  - クリエイトエス・ディー桐生広沢町店（広沢町6丁目）　カインズ広沢店跡地に居抜き出店
  - ドラックコスモス広沢店[41]
  - クスリのアオキ相生店（相生町2丁目）、桐生広沢店（広沢町4丁目）、桐生仲町店（仲町2丁目）
- 書店
  - 近江屋書店 本店（本町4丁目）
  - シロキヤ書店 本店（本町5丁目）
  - ふじの木書房　MEGAドン・キホーテ桐生店（永楽町）
  - 戸田書店 桐生店（新宿2丁目）
  - 文真堂書店 相生店（相生町2丁目）[42]

#### 金融
市の告示で指定金融機関等が指定されており、2024年（令和6年）4月1日の告示では桐生信用金庫が指定金融機関、その他10の金融機関が指定代理金融機関及び収納代理金融機関に指定されている。
桐生市内に本店または支店を置く銀行、信用金庫、労働金庫
- 群馬銀行 桐生支店、桐生南支店、新桐生支店、あいおい支店、新里支店、桐生市役所（ATM）
- 東和銀行 桐生支店、桐生西支店
- 横浜銀行 桐生支店
- 足利銀行 桐生支店、桐生市役所出張所、新宿支店
- 桐生信用金庫 本店営業部、本町支店、 西支店、新桐生支店、相生支店、広沢支店、川内支店、東支店、境野支店、梅田支店、桐生市役所出張所
- しののめ信用金庫 桐生支店、新里支店
- 中央労働金庫 桐生支店

ATMコーナーのみ設置されている銀行
- みずほ銀行 桐生出張所（ATM）

### 本社を置く主な企業
- 旧市内
  - 森産業
  - カチタス
  - 朝倉染布
  - 土田産業
- 境野町
  - ソフィア
- 広沢町
  - ミツバ
  - 両毛システムズ
  - 両毛インターネットデータセンター
- 相生町
  - 小倉クラッチ
  - ニデックアドバンスドモータ

かつては平和、SANKYO、フライングガーデン、ホットランドの本社もあった。

### 事業所・工場を置く主な企業
- LIXIL

### メディア
市内の政治・経済・文化を扱う桐生タイムス新聞社、FM桐生がある。

## 姉妹都市・提携都市

### 海外
姉妹都市
- ビエラ市（イタリア共和国ピエモンテ州ビエラ県）
1963年（昭和38年）10月12日 - 国際親善都市提携。
- コロンバス市（アメリカ合衆国ジョージア州）
1977年（昭和52年）6月16日 - 国際親善都市提携。この日は桐生市議会での提携議決日であり、国際姉妹都市提携日は両市代表による調印式が行われた1978年4月25日としている。

### 日本国内
提携都市
- 日立市 （茨城県）
1965年（昭和40年）6月18日 - 国内親善都市提携。
- 鳴門市 （徳島県）
1980年（昭和55年）9月18日 - 国内親善都市提携。
- 常滑市（愛知県）
1997年（平成9年）3月27日 - 災害時相互応援協定締結

## 医療・福祉

### 医療機関
- 岩下病院 （本町4丁目）
- 大和病院 （稲荷町）
- 桐生厚生総合病院 （織姫町）
- 岸病院 （相生町2丁目）
- 高木病院 （相生町5丁目）

## 地域

### 自治区
市制施行当時の行政区画は町制時代の5つの大字（桐生・新宿・東安楽土・西安楽土・下久方）に基づく5区体制であったが、市勢の発展に伴い、旧区画では対応が難しくなったため、1929年（昭和4年）に10区体制に移行した。
その後、昭和初期の境野村・広沢村合併、昭和の大合併、菱村の越境合併により11区から17区が新設され、相生町の人口増加により15区の一部が分離し18区として新設された。
平成の大合併では、新里村・黒保根村と合併し、19区から22区が新設され、22区体制となった。なお、旧新里・黒保根両村は間にみどり市を挟んだ飛地である。
| 設置年              | 区   | 2005年 国勢調査 人口 | 所属町                                                         |
| 1929年 （昭和4年）  | 1区  | 1,435人              | 本町1-3丁目、横山町                                            |
| 1929年 （昭和4年）  | 2区  | 740人                | 本町4-6丁目                                                    |
| 1929年 （昭和4年）  | 3区  | 3,201人              | 稲荷町、錦町1-3丁目、織姫町、桜木町、美原町、清瀬町            |
| 1929年 （昭和4年）  | 4区  | 3,761人              | 新宿1-3丁目、三吉町1-2丁目、小梅町、琴平町                     |
| 1929年 （昭和4年）  | 5区  | 1,855人              | 浜松町1-2丁目                                                  |
| 1929年 （昭和4年）  | 6区  | 2,740人              | 仲町1-3丁目、東町、泉町、高砂町、旭町、川岸町                  |
| 1929年 （昭和4年）  | 7区  | 5,039人              | 東1-7丁目                                                      |
| 1929年 （昭和4年）  | 8区  | 6,219人              | 末広町、宮前町1-2丁目、堤町1-3丁目、巴町1-2丁目、元宿町        |
| 1929年 （昭和4年）  | 9区  | 2,953人              | 永楽町、小曾根町、宮本町1-4丁目                                |
| 1929年 （昭和4年）  | 10区 | 4,370人              | 東久方町1-3丁目、西久方町1-2丁目、天神町1-3丁目、平井町        |
| 1933年 （昭和8年）  | 11区 | 9,522人              | 境野町1-7丁目                                                  |
| 1937年 （昭和12年） | 12区 | 8,299人              | 広沢町1-3丁目                                                  |
| 1937年 （昭和12年） | 13区 | 9,735人              | 広沢町4-7丁目、広沢町間ノ島                                    |
| 1954年 （昭和29年） | 14区 | 4,278人              | 梅田町1-5丁目                                                  |
| 1954年 （昭和29年） | 15区 | 19,294人             | 相生町2丁目の一部、3-5丁目                                     |
| 1954年 （昭和29年） | 16区 | 10,344人             | 川内町1-5丁目                                                  |
| 1959年 （昭和34年） | 17区 | 9,891人              | 菱町1-5丁目                                                    |
| 1977年 （昭和52年） | 18区 | 5,451人              | 相生町1丁目、2丁目の一部                                       |
| 2005年 （平成17年） | 19区 | 2,553人              | 新里町赤城山、板橋、関、高泉、大久保、奥沢、鶴ケ谷（上鶴ケ谷） |
| 2005年 （平成17年） | 20区 | 5,634人              | 新里町鶴ケ谷（下鶴ケ谷）、山上、小林、武井、野                 |
| 2005年 （平成17年） | 21区 | 8,137人              | 新里町新川                                                     |
| 2005年 （平成17年） | 22区 | 2,586人              | 黒保根町水沼、八木原、上田沢、下田沢、宿廻                     |

### 住所表記
- 旧桐生市内は変更なし
- 新里地区（旧新里村）、黒保根地区（旧黒保根村）は以下のとおり
- 例1：勢多郡新里村大字新川→桐生市新里町新川
- 例2：勢多郡黒保根村大字水沼→桐生市黒保根町水沼

## 教育

### 小学校
| - 東小学校（仲町2丁目） - 西小学校（小曾根町） - 南小学校（新宿2丁目） - 北小学校（西久方町2丁目） - 境野小学校（境野町6丁目） - 広沢小学校（広沢町4丁目） - 梅田南小学校（梅田町2丁目） - 相生小学校（相生町2丁目） | - 川内小学校（川内町3丁目） - 桜木小学校（相生町1丁目） - 菱小学校（菱町2丁目） - 天沼小学校（相生町5丁目） - 神明小学校（広沢町2丁目） - 新里中央小学校（新里町小林） - 新里東小学校（新里町新川） - 新里北小学校（新里町大久保） |

備考
- 川内北小学校（川内町5丁目）は、2010年（平成22年）4月に川内南小学校と統合し、川内小学校となった。校舎は、旧川内南小学校のものを使用している。
- 昭和小学校（美原町）は、2013年（平成25年）4月に南小学校に編入統合した。

### 中学校
公立
| - 中央中学校（美原町） - 清流中学校（東3丁目） - 境野中学校（境野町6丁目） - 広沢中学校（広沢町4丁目） - 梅田中学校（梅田町2丁目） | - 相生中学校（相生町5丁目） - 川内中学校（川内町5丁目） - 桜木中学校（広沢町1丁目） - 新里中学校（新里町山上） |

私立
- 桐生大学附属中学校（小曽根町、中高併設）
- 樹徳中学校（稲荷町、中高併設）

桐生市立中学校の適正規模・適正配置実施計画によって、市街地に所在する中学校が、次のように再編された。
- 2008年（平成20年）4月に、西中学校（小曾根町）・南中学校（新宿3丁目）・昭和中学校（美原町）の3校が統合して「中央中学校」となった。校舎は、旧昭和中のものを使用している。
- 2009年（平成21年）4月に、東中学校（東3丁目）・北中学校（西久方町1丁目）・菱中学校（菱町2丁目）の3校が統合して「清流中学校」となった。校舎は、旧東中のものを使用している。

#### 義務教育学校
- 桐生市立黒保根学園（2022年4月に桐生市立黒保根小学校と桐生市立黒保根中学校を統合）[45]

### 高等学校
- 県立
  - 群馬県立桐生高等学校（美原町）
  - 群馬県立桐生清桜高等学校（相生町3丁目）
  - 群馬県立桐生工業高等学校（西久方町1丁目）
- 市立
  - 桐生市立商業高等学校（清瀬町）
- 私立
  - 桐生第一高等学校（小曽根町、中高併設）
  - 樹徳高等学校（錦町1丁目、中高併設）
  - R高等学校（梅田町）

#### 廃校
- 県立
  - 群馬県立桐生高等学校〈旧〉（2021年、群馬県立桐生女子高等学校と統合し、群馬県立桐生高等学校〈新〉へ）
  - 群馬県立桐生女子高等学校（2021年、群馬県立桐生高等学校〈旧〉と統合し、群馬県立桐生高等学校〈新〉へ）
  - 群馬県立桐生南高等学校（2021年、群馬県立桐生西高等学校と統合し、群馬県立桐生清桜高等学校へ）
  - 群馬県立桐生西高等学校（2021年、群馬県立桐生南高等学校と統合し、群馬県立桐生清桜高等学校へ）

### 大学
- 国立
  - 群馬大学桐生キャンパス - 理工学部（天神町1丁目）

#### 廃校
- 国立
  - 群馬大学工業短期大学部（1992年、廃止）

### 専門学校
- 桐生ビジネス専門学校（相生町5丁目）
- 桐生文化服装専門学校（広沢町）
- 群馬和裁専門学院（仲町）
- 稲村ビジネス学院（元宿町）

### 特別支援学校
- 群馬県立赤城特別支援学校桐生厚生総合病院内教室（織姫町）
- 群馬県立あさひ特別支援学校（広沢町間ノ島）
- 群馬県立桐生特別支援学校（菱町2丁目）

### 幼稚園
公立
| - 東幼稚園（東1丁目） - 西幼稚園（小曾根町） - 境野幼稚園（境野町6丁目） - 広沢幼稚園（広沢町4丁目） | - 相生幼稚園（相生町2丁目） - 川内南幼稚園（川内町3丁目） - 桜木幼稚園（相生町1丁目） |

私立
- 桐生大学附属幼稚園（小曾根町）
- 樹徳幼稚園（広沢町3丁目）
- のびのび幼稚園（新里町新川）
- 白ゆり幼稚園（新里町小林）
- 城山幼稚園（新里町山上）
- すぎの子幼稚園（新里町関）

### 学校教育以外の施設

#### 保育所
公立
- みつぼり保育園（境野町3丁目）
- 広沢南部保育園（広沢町6丁目）
- 相生保育園（相生町2丁目）
- 黒保根保育園（黒保根町水沼）

私立
| - 明照保育園（本町6丁目） - 立正保育園（浜松町1丁目） - 高砂保育園（仲町1丁目） - 昭和保育園（東2丁目） - ひかり保育園（東4丁目） - 東保育園（東5丁目） - 元宿保育園（元宿町） - 桐生北保育園（東久方町1丁目） - たちばな保育園（西久方町2丁目） - 沼の上保育園（境野町4丁目） - おおぞら保育園（広沢町1丁目） - 広沢保育園（広沢町3丁目） - 大雄保育園（広沢町3丁目） - たかぞの保育園（梅田町1丁目） | - 足仲保育園（相生町1丁目） - ひまわり保育園（相生町3丁目） - すみれ保育園（相生町3丁目） - 太子保育園（相生町5丁目） - ミドリ丘保育園（相生町5丁目） - たかのす聖母保育園（川内町2丁目） - 上の台保育園（川内町3丁目） - はなぞの保育園（川内町5丁目） - 菱保育園（菱町3丁目） - かんのん保育園（菱町4丁目） - 新里保育園（新里町新川） - おおぞら保育園（新里町関） |

#### 公民館
| - 中央公民館（稲荷町） - 東公民館（東5丁目） - 西公民館（永楽町） - 南公民館（新宿3丁目） - 北公民館（東久方町3丁目） - 昭和公民館（美原町） - 境野公民館（境野町2丁目） - 広沢公民館（広沢町4丁目） | - 梅田公民館（梅田町2丁目） - 相生公民館（相生町2丁目） - 川内公民館（川内町5丁目） - 桜木公民館（広沢町2丁目） - 菱公民館（菱町2丁目） - 桜木西（如来堂）公民館（相生町1丁目） - 新里公民館（新里町武井） - 黒保根公民館（黒保根町水沼） |

#### 職業訓練
- 桐生高等技能専門校（相生町、職業訓練法人桐生職業訓練協会が行う認定職業訓練による職業能力開発校）

## 交通
#都市計画も参照。

### 鉄道

桐生・大間々地区における鉄道路線の位置関係と配線

本市は群馬県随一の鉄道密集地帯で、合計4事業者の鉄道路線が市内に乗り入れており、私鉄各線は市内に多数の駅を有する。小規模ではあるが駅前に中心街と異なる独自の商店街を形成する駅も多い。ターミナル駅が事業者ごとに各所に分散しているため乗換利便性は良いものとは言えず、徒歩連絡を要するケースが多い。
- 東日本旅客鉄道（JR東日本）
  - ■両毛線

桐生駅 - （下新田信号場）
- わたらせ渓谷鐵道
  - ■わたらせ渓谷線

桐生駅 - （下新田信号場） - 下新田駅 - 相老駅 - 運動公園駅 - （大間々駅 - 上神梅駅：みどり市） - 本宿駅 - 水沼駅
- 上毛電気鉄道
  - ■上毛線

西桐生駅 - 丸山下駅 - 富士山下駅 - 天王宿駅 - 桐生球場前駅 - （赤城駅：みどり市） - 東新川駅 - 新川駅 - 新里駅
- 東武鉄道
  - ■桐生線

新桐生駅 - 相老駅

#### 中心となる駅
- 桐生駅、西桐生駅、新桐生駅

#### 周辺市町村への連絡
| 市町村         | 路線                          | 上下      | 区間                        | 所要時間      |
| 高崎市         | JR両毛線                      | 上り      | 桐生〜高崎                  | 約50分        |
| 前橋市         | JR両毛線 上毛電気鉄道         | 上り      | 桐生〜前橋 西桐生〜中央前橋 | 約30分 約45分 |
| 前橋市大胡     | 上毛電気鉄道                  | 上り      | 西桐生〜大胡                | 約35分        |
| 前橋市粕川     | 上毛電気鉄道                  | 上り      | 西桐生〜粕川                | 約25分        |
| 桐生市新里     | 上毛電気鉄道                  | 上り      | 西桐生〜新里                | 約20分        |
| みどり市大間々 | 上毛電気鉄道 わたらせ渓谷鐵道 | 上り 下り | 西桐生〜赤城 桐生〜大間々   | 約10分        |
| 桐生市黒保根   | わたらせ渓谷鐵道              | 下り      | 桐生〜水沼                  | 約40分        |
| みどり市東     | わたらせ渓谷鐵道              | 下り      | 桐生〜神戸                  | 約55分        |
| 日光市足尾     | わたらせ渓谷鐵道              | 下り      | 桐生〜通洞                  | 約80分        |
| 伊勢崎市       | JR両毛線                      | 上り      | 桐生〜伊勢崎                | 約20分        |
| 太田市         | 東武桐生線                    | 上り      | 新桐生〜太田                | 約20分        |
| 大泉町         | 東武桐生線、東武小泉線        | 上り      | 新桐生〜太田〜東小泉        | 約30分        |
| 館林市         | 東武桐生線、東武伊勢崎線      | 上り      | 新桐生〜太田〜館林          | 約45分        |
| 足利市         | JR両毛線                      | 下り      | 桐生〜足利                  | 約15分        |
| 佐野市         | JR両毛線                      | 下り      | 桐生〜佐野                  | 約30分        |
| 佐野市葛生     | JR両毛線、東武佐野線          | 下り      | 桐生〜佐野〜葛生            | 約45分        |
| 栃木市         | JR両毛線                      | 下り      | 桐生〜栃木                  | 約50分        |
| 小山市         | JR両毛線                      | 下り      | 桐生〜小山                  | 約60分        |

### 道路
※市内に高速道路はないが、隣接する太田市に北関東自動車道の「太田藪塚IC」「太田強戸スマートIC」「太田桐生IC」がある。

#### 国道
- 国道50号（旧：前橋水戸線）
- 国道122号（旧：日光東京線）
- 国道353号

#### 県道
- 主要地方道
  - 群馬県道3号前橋大間々桐生線（末広通り、宮前通り、赤岩通り、赤岩橋）
  - 群馬県道62号沼田大間々線
  - 群馬県道70号大間々上白井線
  - 群馬県道66号桐生田沼線（本町通り、久方通り）
  - 群馬県道67号桐生岩舟線（昭和通り、旧：国道50号）
  - 群馬県道68号桐生伊勢崎線（本町通り・錦町通り・錦桜橋・桜木通り）
  - 群馬県道73号伊勢崎大間々線
  - 群馬県道78号太田大間々線
- 一般県道
  - 群馬県道227号坂西桐生線
  - 群馬県道257号根利八木原大間々線
  - 群馬県道291号境木島大間々線
  - 群馬県道316号太田桐生線（旧：国道122号）
  - 群馬県道332号桐生新田木崎線
  - 群馬県道333号上神梅大胡線
  - 群馬県道335号梨木上神梅停車場線
  - 群馬県道336号梨木香林線
  - 群馬県道337号上藤生大洲線
  - 群馬県道338号駒形大間々線
  - 群馬県道339号相老停車場線
  - 群馬県道340号如来堂大間々線
  - 群馬県道342号川内堤線
  - 群馬県道343号沢入桐生線
  - 群馬県道344号阿左美桐生線（旧：国道50号）
  - 群馬県道347号桐生停車場線（桐生駅北口ロータリー）
  - 群馬県道350号新桐生停車場線
  - 群馬県道351号西桐生停車場線（山手通り）
  - 群馬県道352号笠懸赤堀今井線

#### 市道・通り
| - 本町通り - 錦町通り - 桜木町通り - 美原通り - 清瀬通り（桐生大橋線） - 新宿通り - 昭和通り - 中通り - 広見通り - 泉町通り（地蔵通り） | - コロンバス通り（新川北線） - 巴町通り - 末広町通り（末広通り） - 山手通り - 永楽町通り - 新川橋通り（市役所通り） - 買場通り - 恵比寿通り - 近江辻子（酒屋小路） - 糸屋通り |

#### 道の駅
- 道の駅くろほね・やまびこ

### 路線バス
| - おりひめバス - 1 ■梅田線 - 2 ■川内線 - 3 ■広沢線 - 4 ■境野線 - 5 ■新桐生駅 - 桐生女子高線 - 6 ■菱線（循環線） - 7 ■相生線（循環線） | - 新里町デマンドタクシー - 2012年（平成24年）4月1日運行開始。 - 新里町路線バス - 2012年（平成24年）3月31日廃止。 - ■新川線 - ■赤城集会所線 - 黒保根町デマンドタクシー - 2013年（平成25年）4月1日運行開始。 - 黒保根町路線バス（沼田屋タクシーに運行委託）- 2013年（平成25年）3月31日廃止。 - ■本宿 - 上田沢線 - ■循環線 |

### 高速バス
いずれも桐生駅南口に発着する。
- 日本中央バス「エアポートリムジン」（羽田空港行き）
- 「シルクライナー」（名古屋・奈良・京都・大阪行き）

## 文化
桐生織や桐生和紙などの伝統工芸品や、桐生からくり人形といった伝統芸能が根付いている。
高橋盾、荒川眞一郎、大出由紀子、佐藤秀昭などの著名なファッション・デザイナーを輩出している。令和元年時点で人口11万人程度の自治体の中から、2人のパリコレデザイナー、3人の毎日ファッション大賞受賞者（新人賞込）、4人の東京コレクションデザイナーを輩出。
北関東でも有数のコンサートプロモータである「桐生音協」のお膝元であり、市内や周辺市町村のホールなどではジャンルを問わず様々な公演が多数行なわれている。
わたらせフィルムコミッションが活動し、映画撮影誘致にも積極的である。このFCの設立には行政が加わっていない完全な民間による団体である点に特徴がある。

### 文化施設
| - 有鄰館 - 翁蔵 - あーとほーる鉾座 - 桐生市立図書館（桐生市立中央公民館に併設） - 美喜仁桐生文化会館（桐生市市民文化会館） - 桐生倶楽部 - 桐生織物参考館「紫」 | - 絹撚記念館 - 桐生織物会館・桐生織物記念館 （織物会館旧館） - 大川美術館 - 水道山記念館 - 桐生明治館 （旧群馬県衛生所） - 桐生市立青年の家 - 桐生自動車博物館 - 新里総合センター |

### スポーツ施設
#公園・緑地も参照。
| - 桐生市民体育館（相生町3丁目） - 青年の家体育館（仲町1丁目） - 桐生市北体育館（東久方町3丁目） - 新里社会体育館（新里町山上） - 黒保根社会体育館（黒保根町水沼） - 桐生球場（相生町3丁目） - 桐生境野球場（境野町7丁目） - 広沢球場（広沢町5丁目） - 新里総合グラウンド（新里町新川） - 新里サッカー場（新里町新川） - 西体育館・西運動場（小曽根町）旧西中学校 - ユーユー広場（相生町3丁目） - 桐生市陸上競技場（元宿町） | - 元宿庭球コート（元宿町） - 相生庭球コート（相生町3丁目） - 相川庭球コート（相生町3丁目） - 新里庭球コート（新里町新川） - 黒保根庭球コート（黒保根町水沼） - 相撲道場（相生町2丁目） - 新里剣道場（新里町山上） - 桐生弓道場（相生町3丁目） - 新里弓道場（新里町新川） - 桐生市民プール（相生町3丁目） - 桐生市新里温水プール「カリビアンビーチ」（新里町野） - 桐生スケートセンター（東7丁目） |

### 郷土料理
- ソースカツ丼
- 桐生うどん・カレーうどん
- おきりこみ
- ひもかわ
- コロリンシュウマイ

## 観光

### 名所・旧跡
- 彦部家住宅（広沢町6丁目）
- 柄杓山城跡（梅田町1丁目）
- 桐生自然観察の森（川内町2丁目）
- 大川美術館
- 桐生織物記念館
- 桐生地域地場産業振興センター
- 織物参考館・紫(ゆかり)
- 関の磨崖仏（新里町関）
- 武井廃寺塔跡（新里町武井）
- ぐんま昆虫の森（新里町鶴ヶ谷）
- 水沼駅温泉センター（ 通称「かっぱ風呂」。黒保根町水沼、わたらせ渓谷鐵道水沼駅に併設）
- 梨木温泉（黒保根町宿廻）
- 異国調菜 芭蕉
- 山上城跡
- 聖フランシスコ修道院
- 聖クララ会修道院
- 群馬大学工学部同窓記念会館
- 新里サクラソウ群落
- 古路瀬渓谷
- 亀石

### 公園・緑地
#スポーツ施設も参照。
- 総合公園
  - 桐生が岡公園（宮本町2〜4丁目、西久方町2丁目）
  - 桐生市南公園（広沢町5丁目）
- 運動公園
  - 桐生市運動公園（相生町3丁目）
- 特殊公園
  - 吾妻公園（宮本町2・3丁目）
  - 水道山公園（宮本町2丁目、堤町1丁目）
- 地区公園
  - 小梅琴平公園（小梅町、琴平町）
  - 桐生市民広場（相生町3丁目）
  - 山上城跡公園（新里町山上）
- 近隣公園
  - 新川公園（稲荷町）
- 街区公園
  - 浜松町児童公園（浜松町1丁目）
  - 東一丁目児童公園（東1丁目）
  - 清水町児童公園（東7丁目）
  - 間ノ島広場（広沢町間ノ島）
  - 渡良瀬公園（相生町3丁目）
  - 武井遺跡公園（新里町武井）
- 森林公園
  - 花見ヶ原森林公園（黒保根町下田沢）
- 緑化道路
  - 中通り：シラカバ
  - コロンバス通り：ハナミズキ
  - 清瀬通り：ケヤキ
  - 山手通り

### 社寺

#### 神社
桐生
- 桐生天満宮（天神町1丁目）
- 雷電神社（錦町1丁目）
- 織姫神社（織姫町）
- 八幡宮（新宿2丁目）
- 三峯神社（浜松町1丁目）
- 常祗稲荷神社（仲町3丁目）
- 諏訪機神社（東1丁目）
- 白髭神社（堤町2丁目）
- 美和神社（宮本町2丁目）
- 西宮神社（宮本町2丁目）
- 御嶽神社（宮本町3丁目）
- 八坂神社（宮本町4丁目）

境野
- 賀茂神社（境野町3丁目）
- 諏訪神社（境野町4丁目）
- 八坂神社（境野町6丁目）
- 加茂神社（境野町7丁目）

広沢
- 比呂佐和神社（広沢町3丁目）
- 諏訪神社（広沢町間ノ島）
- 八王子神社（広沢町4丁目）
- 賀茂神社（広沢町6丁目）

梅田
- 兼宮神社（梅田町1丁目）
- 日枝神社（梅田町1丁目）
- 護國神社（梅田町2丁目）
- 雷神岳神社（梅田町3丁目）
- 二渡神社（梅田町4丁目）
- 皆沢八幡宮（梅田町4丁目）
- 石鴨天満宮（梅田町5丁目）

相生
- 賀茂神社（相生町1丁目）
- 愛宕神社（相生町2丁目）
- 八坂神社（相生町3丁目）
- 赤城神社（相生町4丁目）
- 天沼稲荷神社（相生町5丁目）

川内
- 赤城神社（川内町1丁目）
- 赤城神社（川内町2丁目）
- 三島神社（川内町3丁目）
- 八幡宮（川内町5丁目）
- 白瀧神社（川内町5丁目）
- 赤城神社（川内町5丁目）

菱
- 宇都宮神社（菱町1丁目）
- 八坂神社（菱町2丁目）
- 宇都宮神社（菱町3丁目）
- 八坂神社（菱町4丁目）
- 八幡宮（菱町5丁目）
- 塩宮神社（菱町5丁目）

新里
- 赤城神社（新里町板橋）
- 八幡宮（新里町関）
- 八坂神社（新里町大久保）
- 奥澤神社（新里町奥沢）
- 諏訪神社（新里町山上）
- 赤城神社（新里町武井）
- 鹽竃神社（新里町野）
- 雷電神社（新里町新川）
- 八幡宮（新里町新川）
- 熊野神社（新里町新川）
- 菅原神社（新里町新川）

黒保根
- 黒峯神社（黒保根町水沼）
- 赤城神社（黒保根町八木原）
- 栗生神社（黒保根町上田沢）
- 赤城神社（黒保根町下田沢）

#### 仏教寺院
桐生
- 浄運寺（本町6丁目）
- 栄昌寺（横山町）
- 最勝寺（錦町2丁目）
- 養泉寺（東2丁目）
- 重恩寺（東2丁目）
- 観音院（東2丁目。関東八十八箇所霊場第十番札所）
- 光性寺（東4丁目）
- 無量寺（東4丁目）
- 聖眼寺（元宿町、関東八十八箇所霊場第九番札所）
- 西極寺（堤町1丁目）
- 堂薫寺（堤町2丁目）
- 光明寺（宮本町3丁目。桐生七福神 弁財天）
- 長福寺 （宮本町3丁目）
- 久昌寺（天神町3丁目。桐生七福神 恵比寿）
- 大蔵院（東久方町1丁目）
- 青蓮寺（西久方町1丁目。桐生七福神 福禄寿）
- 法経寺（西久方町1丁目。桐生七福神 大黒天）
- 妙音寺（西久方町1丁目。桐生七福神 寿老人）
- 寂光院（西久方町2丁目）
- 円満寺（西久方町2丁目）
- 定善寺（新宿３丁目）

境野
- 本然寺（境野町1丁目）
- 成就院（境野町1丁目）
- 常泉寺（境野町4丁目）
- 祥雲寺（境野町6丁目）

広沢
- 普門院（広沢町2丁目）
- 神泉寺（広沢町2丁目）
- 大雄院（広沢町3丁目）
- 道風庵（広沢町間ノ島）
- 宝珠院（広沢町4丁目）
- 福厳寺（広沢町5丁目）
- 東方寺（広沢町6丁目）
- 法楽寺（広沢町6丁目）
- 東沢寺（広沢町7丁目）

梅田
- 鳳仙寺（梅田町1丁目。桐生七福神 毘沙門天）
- 西方寺（梅田町1丁目。桐生七福神 布袋尊）
- 渭雲寺（梅田町1丁目）
- 碧雲寺（梅田町1丁目）
- 長泉寺（梅田町2丁目）
- 高園寺（梅田町3丁目）
- 鷹林寺（梅田町4丁目）
- 長谷寺（梅田町5丁目）

相生
- 報身寺（相生町1丁目）
- 正覚寺（相生町1丁目）
- 大善寺（相生町2丁目）
- 天王院（相生町3丁目）

川内
- 東禅寺（川内町1丁目）
- 千手寺（川内町1丁目）
- 崇禅寺 （川内町2丁目）
- 永明寺（川内町3丁目）
- 雲祥寺（川内町3丁目）
- 観音寺（川内町5丁目）
- 宝徳寺（川内町5丁目）
- 延命寺（川内町5丁目）
- 高源寺（川内町5丁目）
- 観世院（川内町5丁目）

菱
- 泉龍院（菱町2丁目）
- 文昌寺（菱町3丁目）
- 普門寺（菱町4丁目）

新里
- 瀧興寺（新里町関）
- 赤城寺（新里町大久保）
- 正泉寺（新里町山上）
- 常広寺（新里町山上）
- 相応寺（新里町山上）
- 祥雲寺（新里町小林）
- 善龍寺（新里町武井）
- 青雲寺（新里町武井）
- 善昌寺（新里町新川）
- 安養寺（新里町新川）
- 龍真寺（新里町新川）

黒保根
- 常鑑寺（黒保根町水沼）
- 医王寺（黒保根町上田沢）
- 正円寺（黒保根町宿廻）

### ライトアップされている建築物
- 桐生倶楽部
- 西桐生駅
- 水道山記念館

## 祭事・催事
- 1月
  - 崇禅寺七草粥会 - 1月7日 午前6時から午前8時（崇禅寺）
  - だるま市 - 1月の第3日曜日（普門寺）
- 2月
  - 御篝神事 - 2月3日（賀茂神社）
  - 桐生市堀マラソン - 2月上旬日曜日（新川公園、本町通りなど）
- 3月
  - 市制記念日 - 3月1日
  - 桐生新町町立て祭 - 3月下旬から4月上旬
- 4月
  - チューリップまつり - 4月上旬から中旬（吾妻公園）
- 5月
  - 桐生市文化祭 - 5月上旬から6月中旬（市内各所）
  - 桐生さつきまつり - 5月下旬から6月上旬（桐生駅構内特設会場）
- 6月
  - 花菖蒲まつり - 6月中旬（吾妻公園）
- 8月
  - 桐生八木節まつり - 8月の第1金曜日から三日間（本町通りなど市内各所）
  - 新里まつり - 8月15日（新里総合グランド）
  - くろほね夏まつり - 8月15日・16日（水沼運動公園）
- 9月
  - きりゅう映画祭 - 9月下旬
- 10月
  - にいさと薪能
- 11月
  - 桐生ファッションウィーク - 11月上旬（市内各所）
  - 桐生菊まつり - 11月上旬から中旬（新川公園）
  - 桐生ゑびす講 - 11月19・20日（西宮神社、恵比寿通り、山手通り）
- 12月
  - 桐生駅イルミネーション - 12月下旬から2月中旬
- 毎月
  - 古民具骨董市 - 毎月第1土曜日 日の出から日の入りまで開催（桐生天満宮）
  - 買場紗綾市 - 毎月第1土曜日 午前10時から午後3時まで開催（本町一丁目買場通り）
  - 桐生楽市（楽市蓙座） - 毎月第1土曜日 午前9時から午後3時まで開催（本町三丁目本町通り）
  - 日限地蔵尊縁日 - 毎月24日開催（観音院）

## 桐生市を舞台とする作品

### 映画
- 『妻の心』（監督：成瀬巳喜男、1956年）
- 『クレヨンしんちゃん ヘンダーランドの大冒険』（監督：本郷みつる、1996年）
- 『のど自慢』（監督：井筒和幸、1999年）
- 『白痴』（監督：手塚眞、1999年）
- 『8 1/2の女たち 8 ½ Women』（監督：ピーター・グリーナウェイ、1999年）
- 『人のセックスを笑うな』（監督:井口奈己、2008年）
- 『おと・な・り』（監督:熊澤尚人、2009年）
- 『世界のどこにでもある、場所』（監督：大森一樹、2011年）
- 『からっぽ』（監督：草野翔吾、2012年）[48]
- 『こっぱみじん』（監督:田尻裕司、2014年）
- 『スマホ拾っただけなのに』（監督:中元雄、2019年）

### ドラマ
- 『張込み』（松本清張没後10周年企画 テレビ朝日）
- 『鉄道捜査官 第10作』（テレビ朝日）
- 『純情きらり』（NHK連続テレビ小説）
- 『ロミオとジュリエット』（日本テレビ）
- 『未来遊園地』（テレビ朝日）
- 『未来遊園地II』（テレビ朝日）
- 『ロス:タイム:ライフ（第2話）』（フジテレビ）
- 『東京大空襲』（日本テレビ開局55年スペシャルドラマ）
- 『BLOODY MONDAY』（TBS）
- 『花子とアン』（NHK連続テレビ小説）

### 小説
- 『漂流記』（坂口安吾）「車県桃生市」として、商魂息づく商人の町として描かれている。

### その他
- 『H2』（あだち充）物語に登場する明和第一高校のモデルが桐生第一高校との説。
- 『惡の華』（押見修造）アニメ版では桐生市の実写風景が素材として用いられている。

## 人物

### 出身著名人

#### 政治家・軍人
- 松井豊吉（政治家・実業家）
- 荒木幸雄（子犬を抱いた写真で有名な特攻隊員）

#### 実業家
- 星野長太郎（実業家・政治家）
- 新井領一郎（実業家）
- 須田忠雄（カチタス創業者、投資家）
- 野間清治（講談社創業者）
- 大川栄二（実業家・大川美術館館長）
- 佐瀬守男（築地銀だこを展開するホットランド社長兼CEO）
- 田村はつゑ（実業家、調理師）
- 根岸洋之（映画プロデューサー）

#### 学者・思想家
- 黒川真頼 （国学者・東京帝国大学教授）
- 羽仁五郎（思想家）
- 森喜作（「きのこ博士」農学者）
- 岩澤健吉（数学者・プリンストン大学名誉教授）
- 青木幸弘（経営学者）
- 瀬谷ルミ子（日本紛争予防センター（JCCP）の事務局長)世界各地の紛争解決、兵士の武装解除・動員解除・社会復帰（DDR）が専門。
- 石川信義（精神科医、開放病棟の実践者。ラッパー宇多丸の父）

#### 詩人
- 久保田穣（詩人、評論家）壺井繁治賞､小野十三郎賞
- 長沢延子（夭折の詩人）
- 森菊蔵（詩人、作詞家、ラジオパーソナリティ）

#### 俳人
- 横山見左（俳人、太陽暦による最初の季寄せ編集）

#### 評論家・ジャーナリスト
- 永井隆（ジャーナリスト）

#### 小説家
- 高田侑（小説家）
- 門井慶喜（小説家）

#### 漫画家
- 今泉伸二（漫画家、『空のキャンバス』）
- 板倉雄一（漫画家、『HAND'S -ハンズ-』）
- 押見修造（漫画家、『惡の華』）

#### 演出家
- 櫻井一孝（テレビドラマ監督、『太陽にほえろ!』『大都会 PARTIII』）
- 新田栄（映画監督）

#### デザイナー・芸術家
- 高橋盾（ファッションデザイナー）
- 荒川眞一郎（「SHINICHIRO ARAKAWA」ファッションデザイナー）
- 大出由紀子　(ファッションデザイナー)
- 佐藤秀昭　(ファッションデザイナー)
- ヤマザキミノリ（空間デザイナー）
- 山口晃（現代美術家）
- 冨沢ノボル（ヘアメイクアーティスト）
- 殿岡康永（ゲームクリエイター）
- 奈雲美徳（サウンドクリエイター）
- 平野友康（メディアクリエイター）
- 石内都（写真家）
- 千吉良恵子（ヘアメイクアーティスト）

#### アナウンサー
- 阿部知代（フジテレビアナウンサー）
- 大竹佐知（テレビ東京アナウンサー）
- 淵澤由樹（フリーアナウンサー）
- 阿部陽子（NHKアナウンサー）
- 堀越将伸（NHKアナウンサー）
- 武藤乃子（フリーアナウンサー、元群馬テレビ）

#### スポーツ選手
五十音順
- 一木立一（サッカー選手、ザスパクサツ群馬所属）
- 井野口祐介（プロ野球選手・群馬ダイヤモンドペガサス）
- 岡田慎吾（プロバスケットボール選手、bjリーグ・浜松・東三河フェニックス所属）
- 鏑木毅（トレイルランニング競技者）
- 栗原優（7人制ラグビー男子日本代表選手、サムライセブン）
- 霜村誠一（元ラグビー日本代表選手）
- 白梅文治郎（大相撲力士）
- 戸部浩（元プロ野球選手）
- 中嶋常幸（プロゴルファー）
- 蛭間拓哉（プロ野球選手、埼玉西武ライオンズ）
- 福田治男（桐生第一高等学校野球部監督）
- 毒島章一（元プロ野球選手）
- 毒島誠（競艇群馬支部所属選手）
- 松田直樹（元サッカー選手、元サッカー日本代表）
- 水野涼 (レーシングライダー #3 DUCATI Team KAGAYAMA)
- 森寅雄（「タイガー・モリ」剣道家、フェンシング選手）
- 八木直生（元サッカー選手、鹿島アントラーズ）
- 渡辺久信（埼玉西武ライオンズシニアディレクター、元監督、元プロ野球投手）

#### 芸能人・音楽家
- 川口節子（女優）
- 篠原涼子（女優）
- 橘実里（女優）
- TEAM BANANA（お笑いコンビ 〈東京吉本所属〉)
- 安田祥子（歌手）
- 由紀さおり（歌手）
- コロムビア・ローズ（歌手、『東京のバスガール』）
- 塚田京子（声楽家・国立音楽大学助教授）
- 白井真弓（声楽家）
- 高草木昭允（作詞家、代表作『群馬県の歌』）
- 小森谷徹（タレント・リポーター） - 桐生ふるさと大使
- トランプマン（マジシャン）
- 上条欽也・上条盛也（PENPALS、ミュージシャン）
- バーチカル（ミュージシャン）
- MIYA（ミーヤ）（レ・ロマネスク、ミュージシャン）
- 山中千尋（ピアニスト）
- ストロングマシン2号（ダンサー）
- 片桐舞子（MAY'S、シンガーソングライター）
- 山田彩乃（モデル、起業家）
- 津久井克行（ミュージシャン、classのメンバー）
- 大島璃乃（女優）
- どんぐりず（ラッパーとトラックメイカーによる音楽ユニット）
- 下山静香（ピアニスト）

#### 武将
- 由良成繁
- 桐生助綱

### 桐生に縁のある著名人
- 彦部晴直・彦部信勝 - 戦国時代の武将。桐生彦部氏の祖。
- 渡辺崋山 - 実妹が桐生へ嫁いだ縁で、数回来桐している。
- 堀祐平 - 堀祐織物創業者。桐生市体育協会初代会長。
- 稲川東一郎 - 旧制桐生中（現：桐生高校）卒。同校野球部監督。
- 坂口安吾 - 晩年に転居、桐生に歿する。
- オノサト・トシノブ - 父の転勤により、桐生に移住する。
- 南川潤 - 妻の実家のある桐生に疎開する。
- 相沢忠洋 - 考古学者。1935年から桐生市に居住。
- 中島健吉 - 朝鮮・清州出身。平和創業者。
- 星野富弘 - 旧勢多郡東村出身、桐生高校卒。現在桐生市新里町在住。
- 中村俊介 - 樹徳高等学校卒業。
- mabanua - 市内に在住のミュージシャン
- 小和瀬さとみ - 群馬大学工学部出身のシンガー
- 鈴木武蔵 - サッカー選手、桐生第一高校卒
- 丸田芳郎 - 花王社長、会長。桐生高等工業学校(現・群大工学部)卒
- 山本鉱太郎 - 旅行作家、劇作家。桐生市に在住し群大工学部応用化学科を卒業。
- 中野みやび　- 歌手。桐生第一高校在学
- 辻信太郎 - 実業家、作家